# Tradition provençale

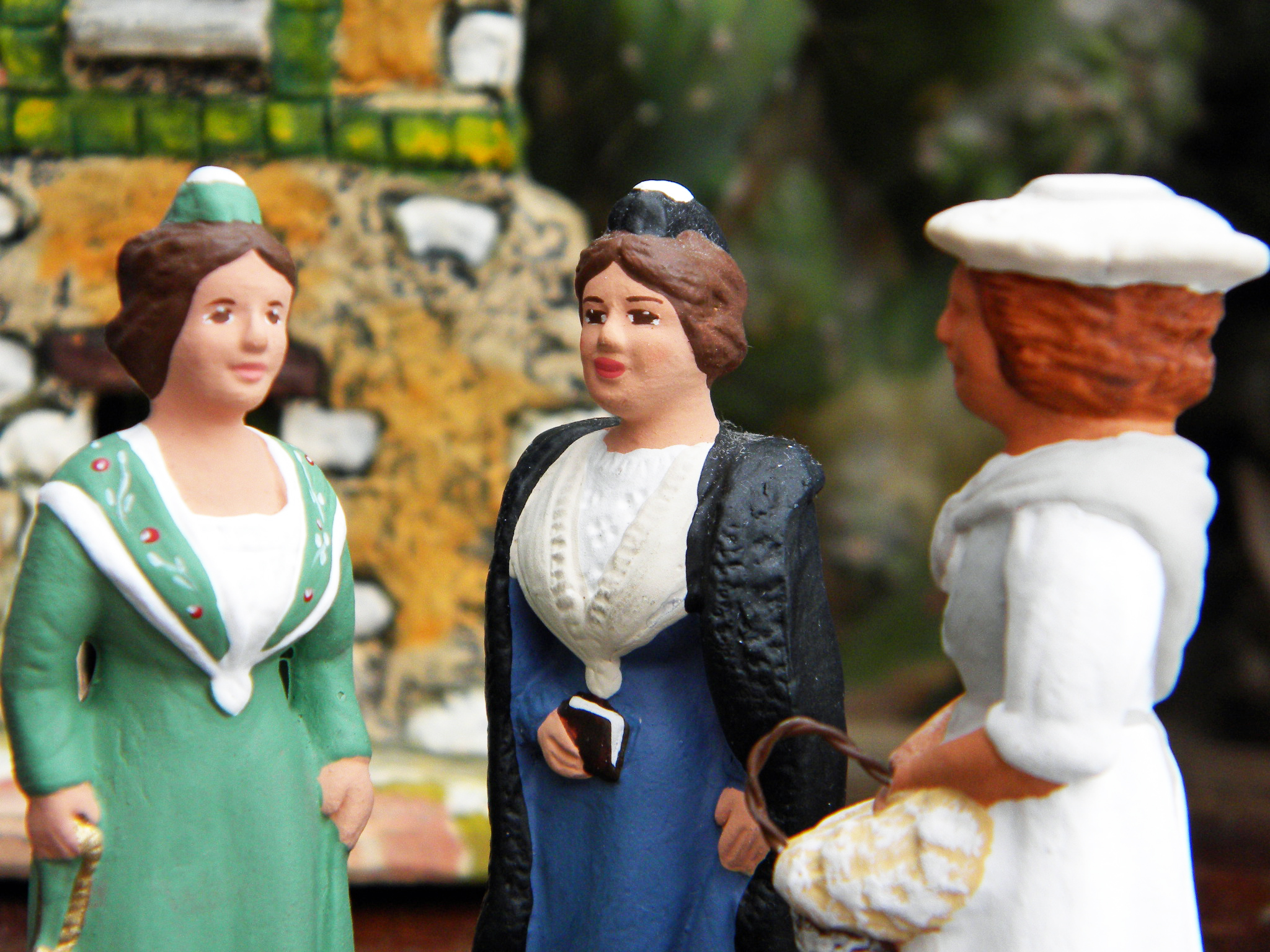
Arlésiennes, santons de Provence

La tradition provençale regroupe un certain nombre de coutumes vivaces qui ont toujours cours dans l'ensemble ou une partie importante de la Provence.

## Traditions calendales
Les traditions calendales sont celles qui se rattachent à la période de Noël.

### Sainte-Barbe

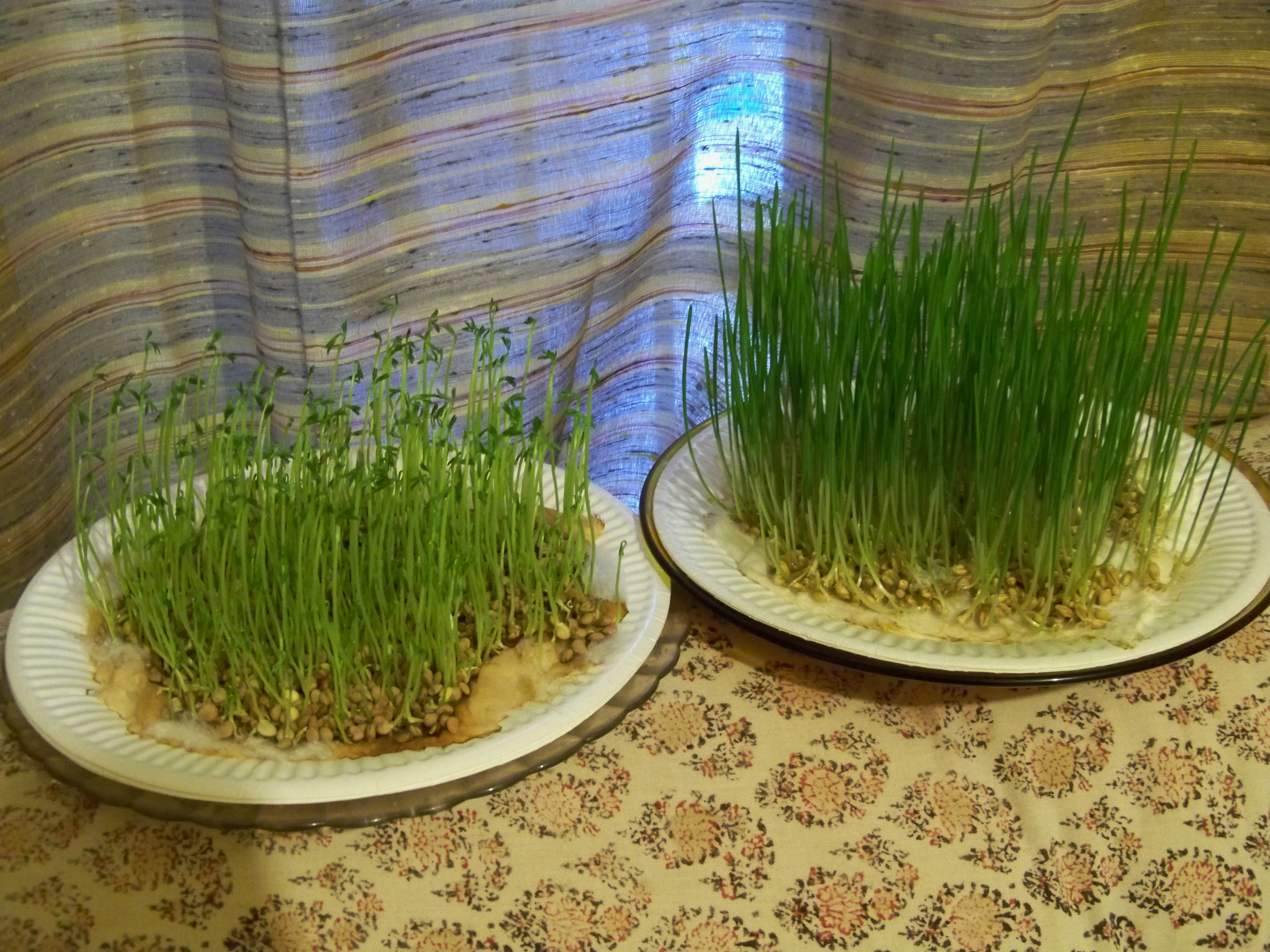
Blé et lentille de la Sainte Barbe

Le 4 décembre, pour la sainte-Barbe, chacun doit semer du blé et des lentilles sur du coton imbibé d'eau dans une coupelle. Ces graines produisent de jeunes pousses très vertes et très décoratives (une autre version consiste à arroser des grains de blé disposés dans une grosse pigne de pin). À Noël, on dispose les petites assiettes de blé ou de lentilles - ou la pigne de pin) autour de la crèche.
Une bonne pousse est signe d'abondance et de prospérité.

### Cacho fio

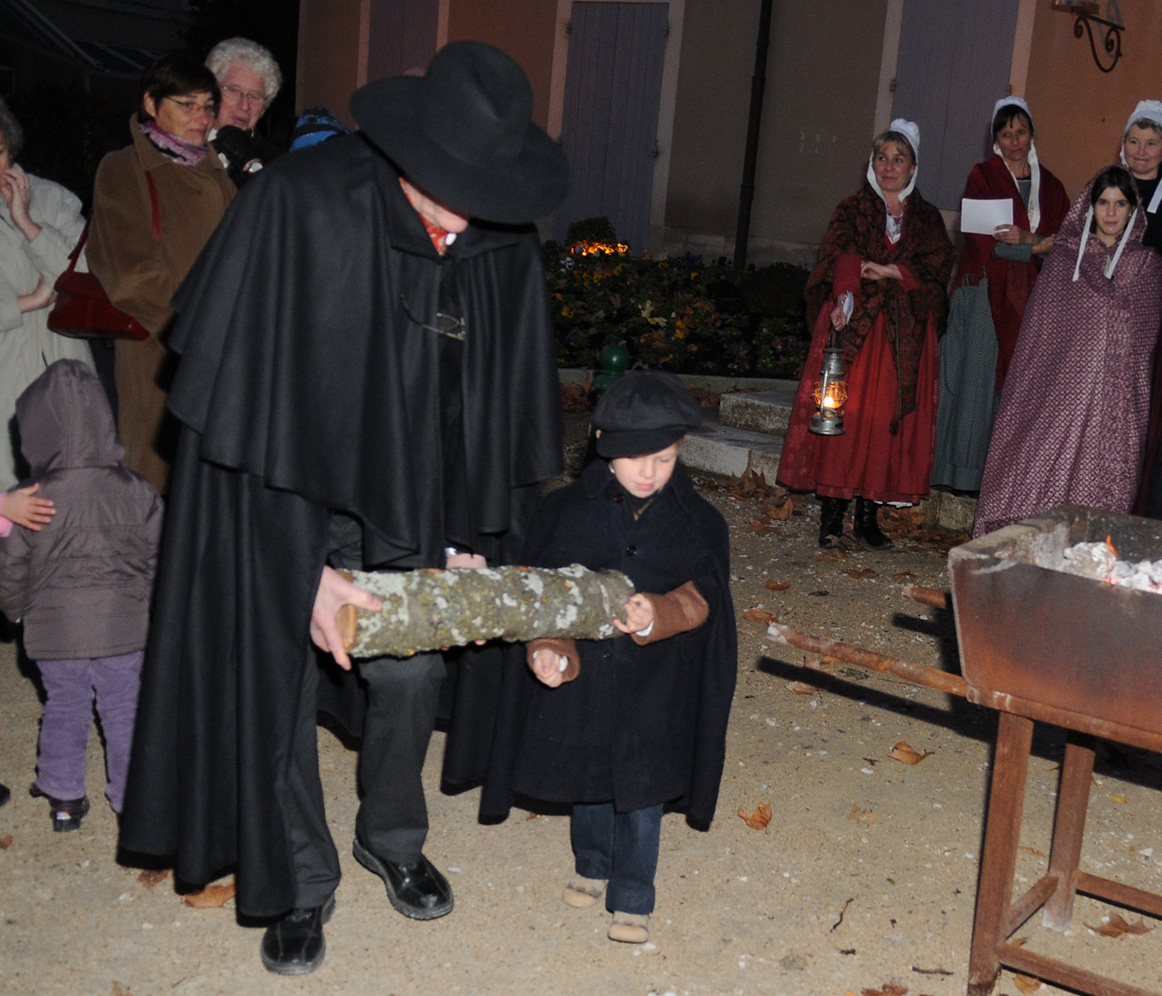
Lou grand et lou pitchoun au cacho fio

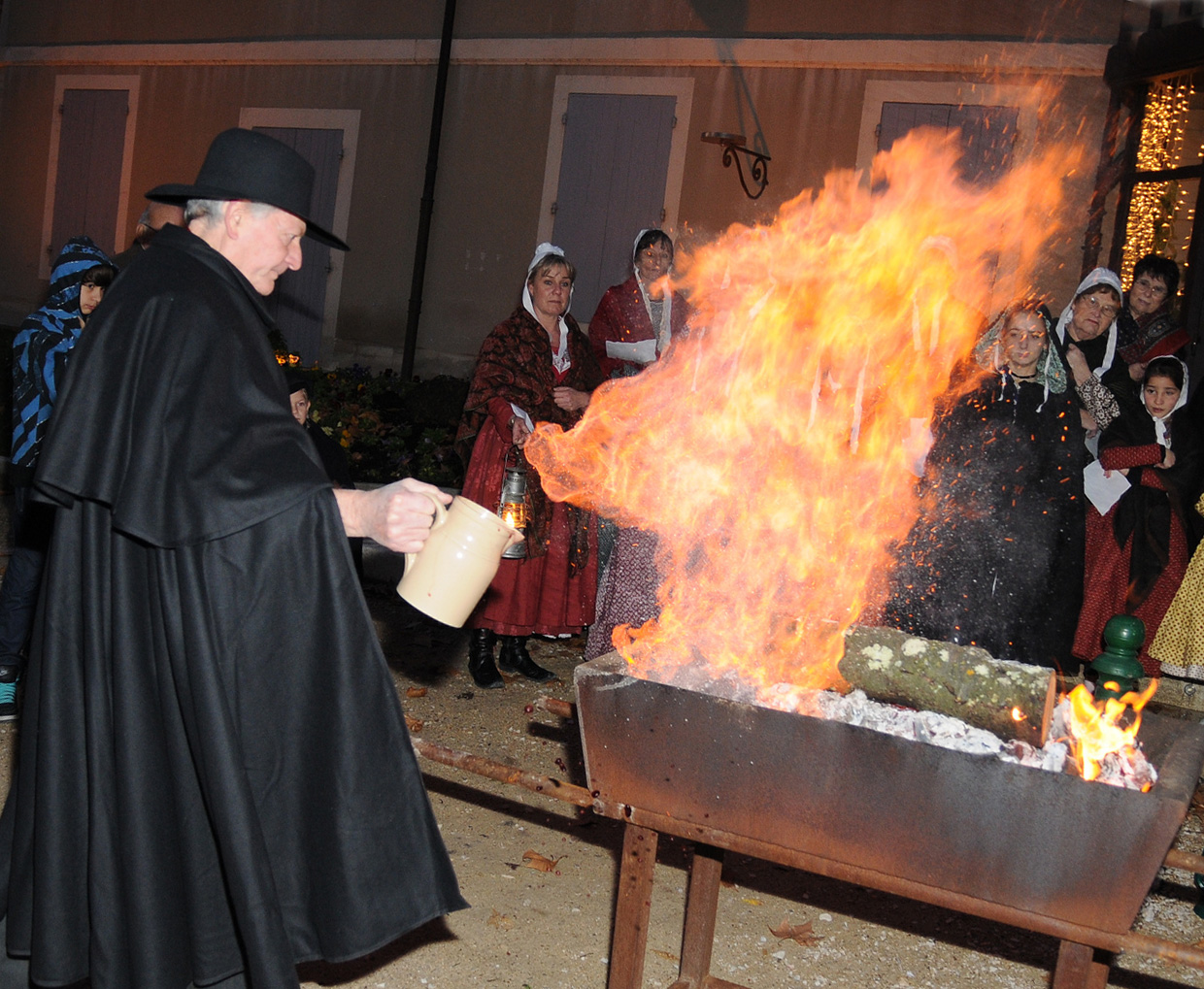
Embrasement de la bûche du cacho fio

En Provence, la soirée de Noël commençait par l'ancienne coutume païenne du cacho fio. Cet allumage rituel de la bûche de Noël (calendau, en provençal) correspondait à un rite du feu caché et présageait le retour du feu neuf, le feu du premier soleil de la nouvelle année.
La cérémonie avait lieu devant la cheminée avant de se mettre à table pour le gros souper. Le plus jeune et le plus vieux portaient ensemble une bûche d’un arbre fruitier (poirier, cerisier, olivier) qui devait brûler pendant trois jours et trois nuits. Ils devaient faire trois fois le tour de la table recouverte de ses trois nappes. Une triple libation sur la bûche était ensuite pratiquée par le plus jeune de l'assemblée, avec du vin cuit.

### Gros souper

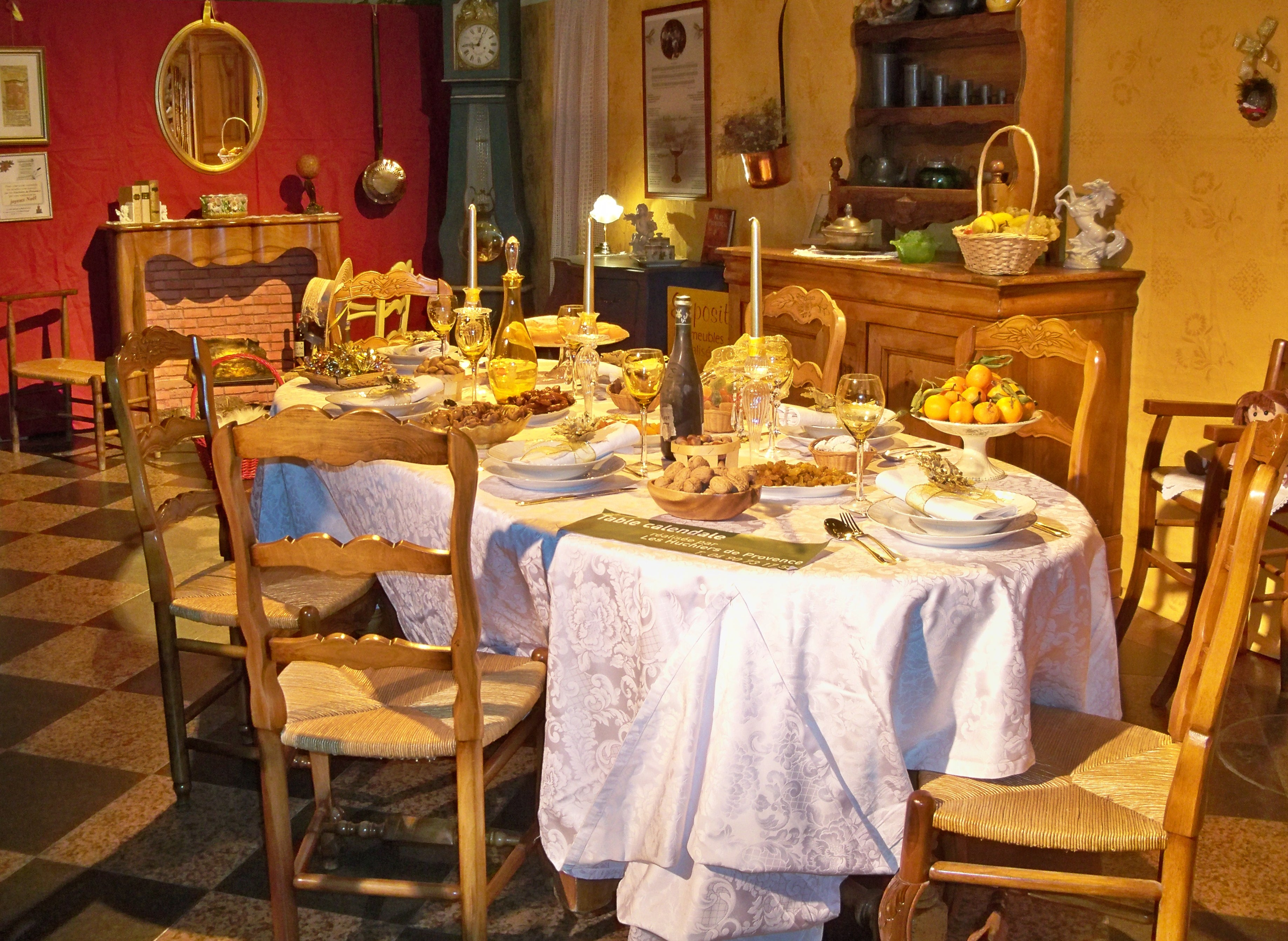
Table du gros souper

Le gros souper (lou gros soupa, en provençal), est le repas maigre traditionnellement pris en famille le 24 décembre, avant la messe de minuit. La table dressée comporte trois nappes de taille décroissante : une pour le « gros souper », une pour le repas du jour de Noël, le lendemain midi — repas composé de viandes —, et enfin la dernière pour le soir du 25 où les restes trônent sur la table. Sur ces nappes, on dépose les blés ou les lentilles de la Sainte-Barbe, une branche de houx pour apporter le bonheur, ainsi que trois bougies. Le pain, posé à l’endroit, est coupé en trois : la part du pauvre, la part des convives et la part fétiche qu’on conserve dans une armoire. Il ne faut donc pas oublier de mettre un couvert de plus : le couvert du pauvre. Pauvre, désigne celui qui est décédé mais ce peut être aussi un mendiant qui passe et demande l’aumône. La part du pauvre est une survivance de la manne que les Romains offraient à leurs ancêtres. Le repas maigre servi n'en était pas moins fastueux. Il commençait par l'aigo boulido, se continuait par des plats de poissons dont l'alose à l'étouffée, la morue à la raïto, et de légumes, dont les épinards aux escargots. Après avoir dégusté les sept plats maigres de poissons et de légumes, on pose sur la table les treize desserts que l’on mangerait au retour de la messe de minuit avec le vin cuit et, pour les affamés, se servait la petite oie. La tradition du "gros souper" est encore très vivante dans les familles provençales.

### Treize desserts
|  |  | pommes poires melon vert nougat noir et nougat blanc fruits confits calissons | pommes poires melon vert nougat noir et nougat blanc fruits confits calissons |  |  | gibassié oreillettes dattes « quatre mendiants » : noix et noisettes, figues sèches, amandes et raisins secs | gibassié oreillettes dattes « quatre mendiants » : noix et noisettes, figues sèches, amandes et raisins secs |

|  |  | pompe à l'huile fougasse noix noisettes nougat blanc fruits confits | pompe à l'huile fougasse noix noisettes nougat blanc fruits confits |  |  | pommes poires oranges raisins frais vin cuit dattes pâte de fruits | pommes poires oranges raisins frais vin cuit dattes pâte de fruits |

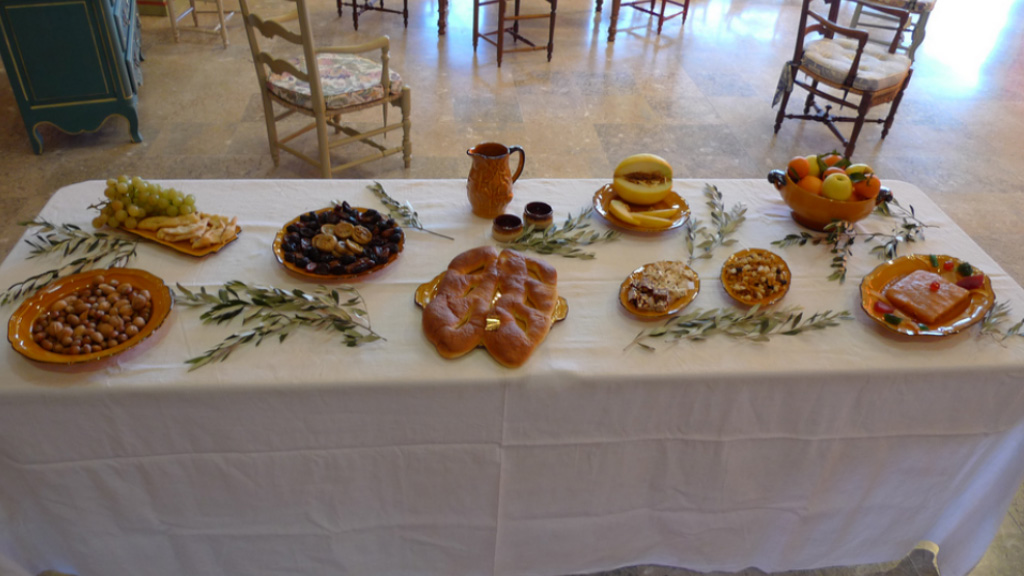
Les treize desserts :

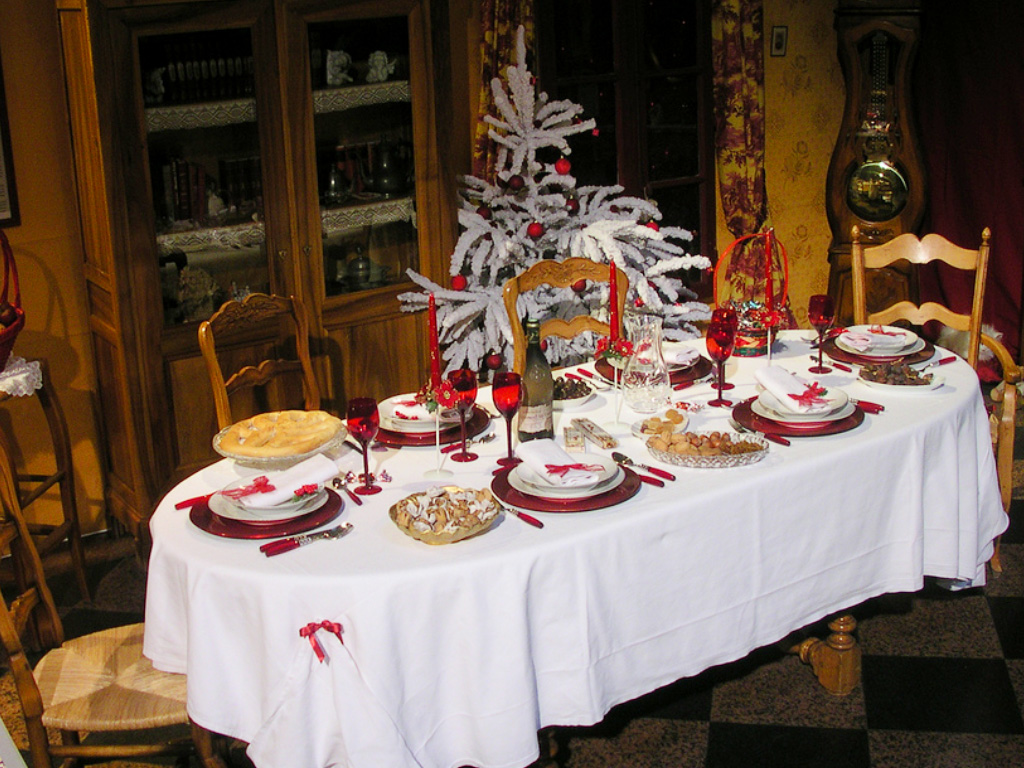
Les treize desserts :

À Noël, sur un grand plateau, présentation des Treize desserts typiques. Gros souper comme desserts présentent des variantes régionales. Entre autres:
la poumpo a l’òli : la pompe à l'huile: une brioche plate à l’huile d’olive et à l'anis; la panade dans le Comtat, sorte de tarte ornée de croisillon à la courge sucrée (Gigérine) 
les quatre mendiants : représentant les différents ordres religieux catholiques ayant fait vœu de pauvreté : noix et noisettes pour les augustins, figues sèches pour les franciscains, amandes pour les carmes et raisins secs pour les dominicains ;
les pommes ;
les poires ;
le verdaù (melon vert conservé dans le grain) ;
le nougat noir et le nougat blanc ;
les sorbets ;
les raisins frais.
On trouve aussi :
les mandarines ;
des confiseries : truffes au chocolat, fruits confits, calissons… ;
la pâte de coing ou la pâte d'amande, ou les calissons à Aix, ou d'autres fruits ;
les bugnes, ou merveilles, ou oreillettes : petits beignets à la fleur d'oranger ;
les dattes qui représentent le Christ et sont présentées sur la plus belle assiette, souvent une faïence de Moustiers.
Selon la tradition, chaque convive doit manger un peu de chaque dessert pour s'assurer bonne fortune pour toute l’année.

### Quatre mendiants
Les quatre mendiants, font partie de la composition des treize desserts en Provence. Ces fruits secs représentent les différents ordres religieux ayant fait vœu de pauvreté, noix ou noisettes pour les Augustins, figues sèches pour les Franciscains, amandes pour les Carmes et raisins secs pour les Dominicains.
Frédéric Mistral (1830-1914), donne la définition de ce que sont les quatre mendiants en Provence « Figues, noix, amandes et raisins secs ». Il précise que ces mendiants sont aussi dénommés pachichòis d'Avignon à Marseille.

### La pastorale

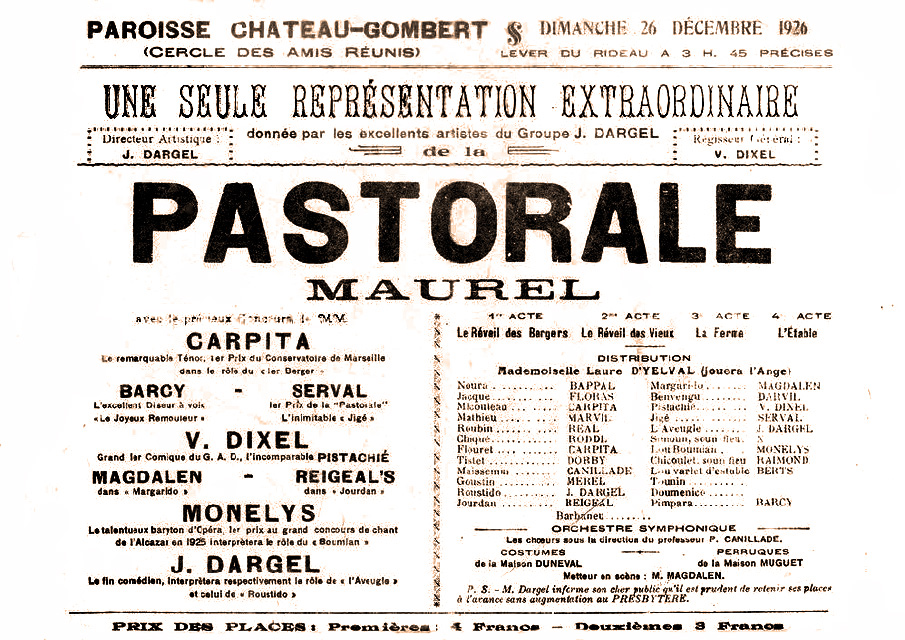
Affiche annonçant à Château-Gombert la représentation de la pastorale Maurel en 1926

La Pastorale provençale est une pièce de la nativité parlée et chantée au moment de Noël. La pastorale la plus renommée en Provence est la Maurel. En cinq actes, entièrement en provençal sauf le 4e qui est en français (l'acte d'Hérode) mais rarement présenté. Elle est l'œuvre d'Antoine Maurel qui l'a écrite en 1844 à la rue Nau à Marseille, où se trouvait le siège du Cercle Catholique d'Ouvriers, dirigé par l'Abbé Julien.
Antoine Maurel, né en 1815, dans cette ville en était membre, il fut tour à tour tonnelier, doreur, ouvrier miroitier, comptable puis directeur du dépôt de mendicité.
Si au départ l'argument de la pièce est très fortement imprégné de l'esprit religieux, petit à petit, du fait de la baisse de l'utilisation de la langue Provençale, cette Pastorale Maurel revêt un caractère plus culturel voire identitaire.
C'est pratiquement la seule pièce qui soit interprétée régulièrement, chaque année à l'époque de Noël, en Provence dans la langue de Frédéric Mistral. Aussi, chaque représentation attire de nombreuses personnes nostalgiques de cette langue, qui ne manquent pas d'amener avec eux leurs enfants voire leurs petits-enfants.

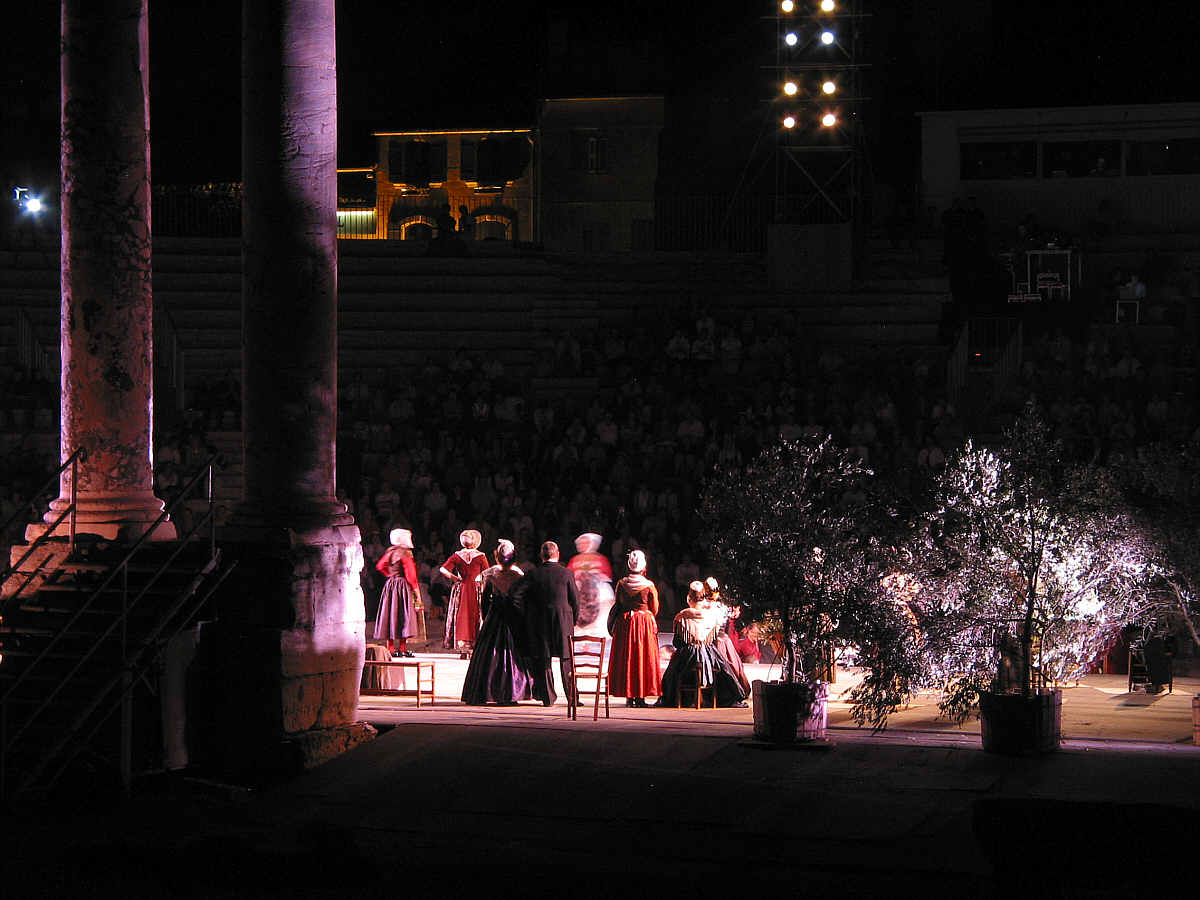
Pastorale provençale au théâtre antique d'Arles

Il existe actuellement de nombreuses Pastorales en Provence. De nombreux villages présentent leur propre pièce écrite par un habitant en français ou en provençal ; généralement elles sont jouées par les villageois eux-mêmes. Parmi les villages qui perpétuent cette tradition, on trouve notamment la commune de Tourtour (Var), dont les habitants jouent, chaque année, La Pastorale des santons de Provence, d'Yvan Audouard, en langue française.
D'autres sont plus connues, comme la Pastorale Audibert dont il existe deux versions, l'une en vers provençaux, l'autre en vers français, cette dernière comportant des chants en provençal.
Concernant les troupes, il s'agit le plus souvent de troupes d'amateurs issues d'un groupe folklorique, qui n'ont que cette pièce dans leur répertoire ou bien de troupes de théâtre le plus souvent théâtre en provençal.
Certaines ont leur salle fixe comme la Pastorale de la rue Nau ou celle de la salle Mazenod. D'autres représentent un village comme la Pastorale de Fuveau, celle de Château-Gombert, et celle d'Allauch interprétée par lou tiatre dou terraire d'alau. D'autres sont nomades et se déplacent comme un cirque, au fil des demandes, comme l'Escolo doù Miejour.
Ou encore celle de Vedène qui continue de la jouer depuis plus de 100 ans, sous la direction de monsieur Alain Rubis. 
Mais toutes ont la conviction lors de chaque représentation de défendre une culture et de conserver un lien entre un peuple et sa langue.

### Santons de Provence

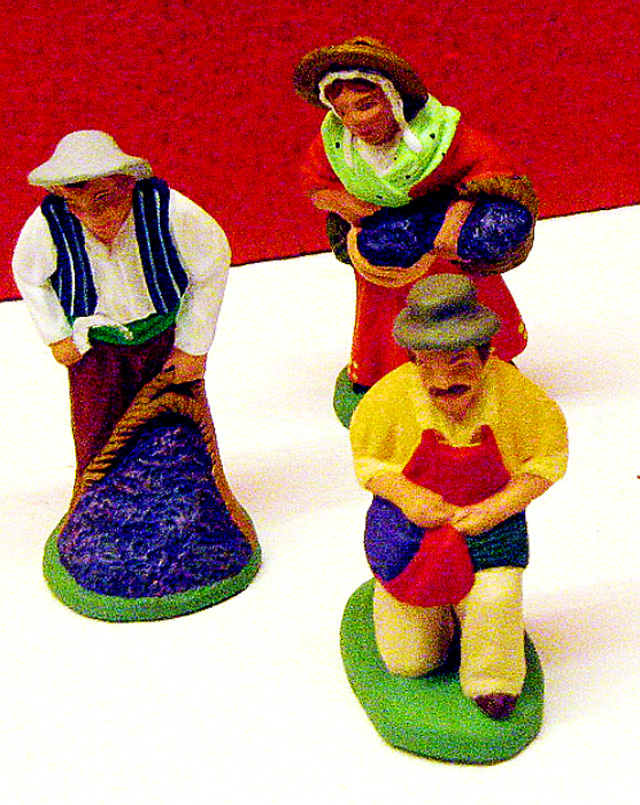
Cueilleurs de lavande

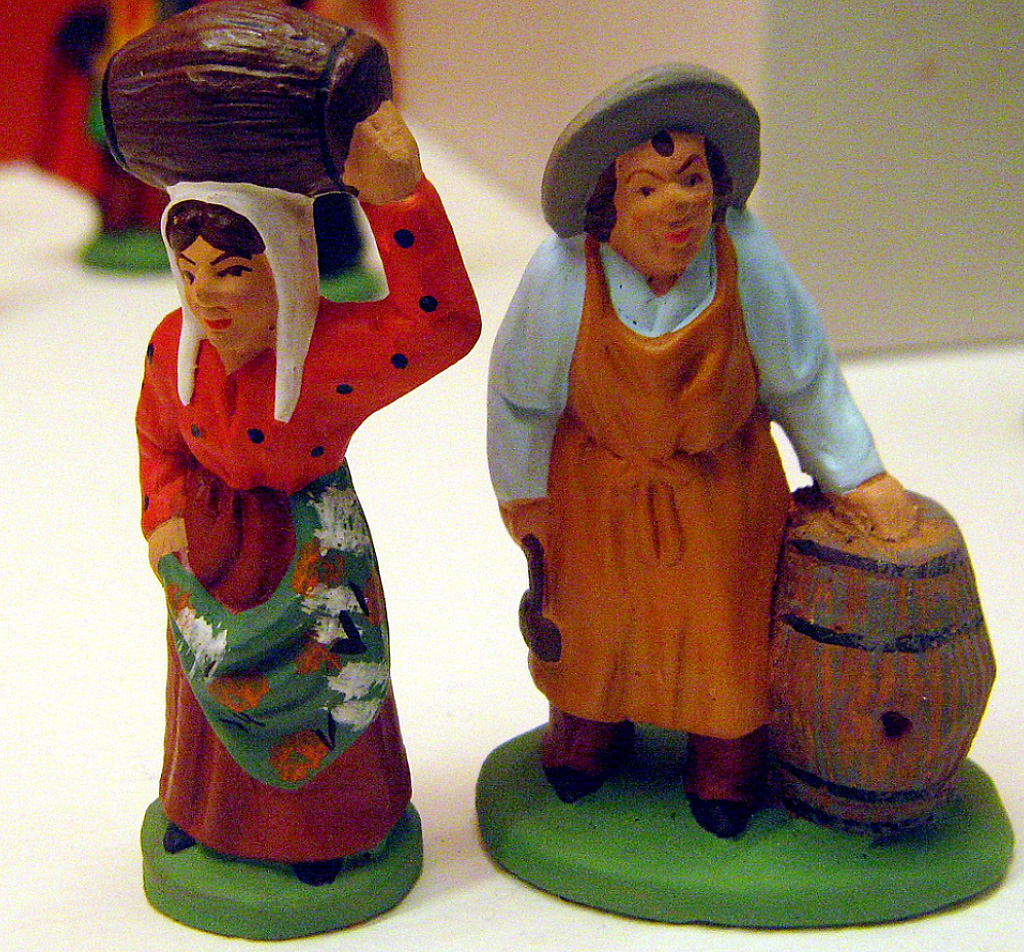
Vigneronne et vigneron

Le santon de Provence (du provençal santoun, "petit saint") est une petite figurine en argile qui prend place dans la crèche provençale, avec toute une série de petits personnages, figurant les habitants d’un village et ses métiers traditionnels. Tout ce petit monde, chacun muni de son présent pour le nouveau-né, fait route à travers un paysage comportant traditionnellement une colline, une rivière avec un pont, un moulin, une église, vers l’étable, surmontée de son étoile. Outre l’enfan Jèsu ou lou tant bèu pichot (l’enfant Jésus ou le si bel enfant), Sant Jousè (saint Joseph), la Santo Vierge (la Vierge Marie), lou biou (le bœuf), l’ase (l’âne), li pastre (les bergers, les pâtres) et l'ange Boufarèu, apparaissent lou viei et la vièio (le vieux et la vieille), lou ravi (le ravi), Pistachié, lou tambourinaire (le tambourinaire). Ont été ajoutés aussi des santons qui représentent des petits métiers : lou pescadou (le pêcheur), la peissouniero (la poissonnière), lou pourtarié d’aigo (le porteur d'eau), lou bouscatié (le bucheron), la jardiniero (la jardinière), la masièro (la fermière avec les produits de la ferme), lou móunié (le meunier, avec son sac de farine), lou boulangié (le boulanger), lou banastaire (le vannier), l’estamaire (le rétameur), l’amoulaire (le rémouleur) et la bugadiero (la lavandière), le chasseur et le ramoneur. Apparaissent aussi le curé, le moine et lou Conse (le Maire) qui se mêlent avec l'Arlésienne, l'aveugle et son fils, le boumian et la boumiane (les Bohémiens).

### Crèche provençale

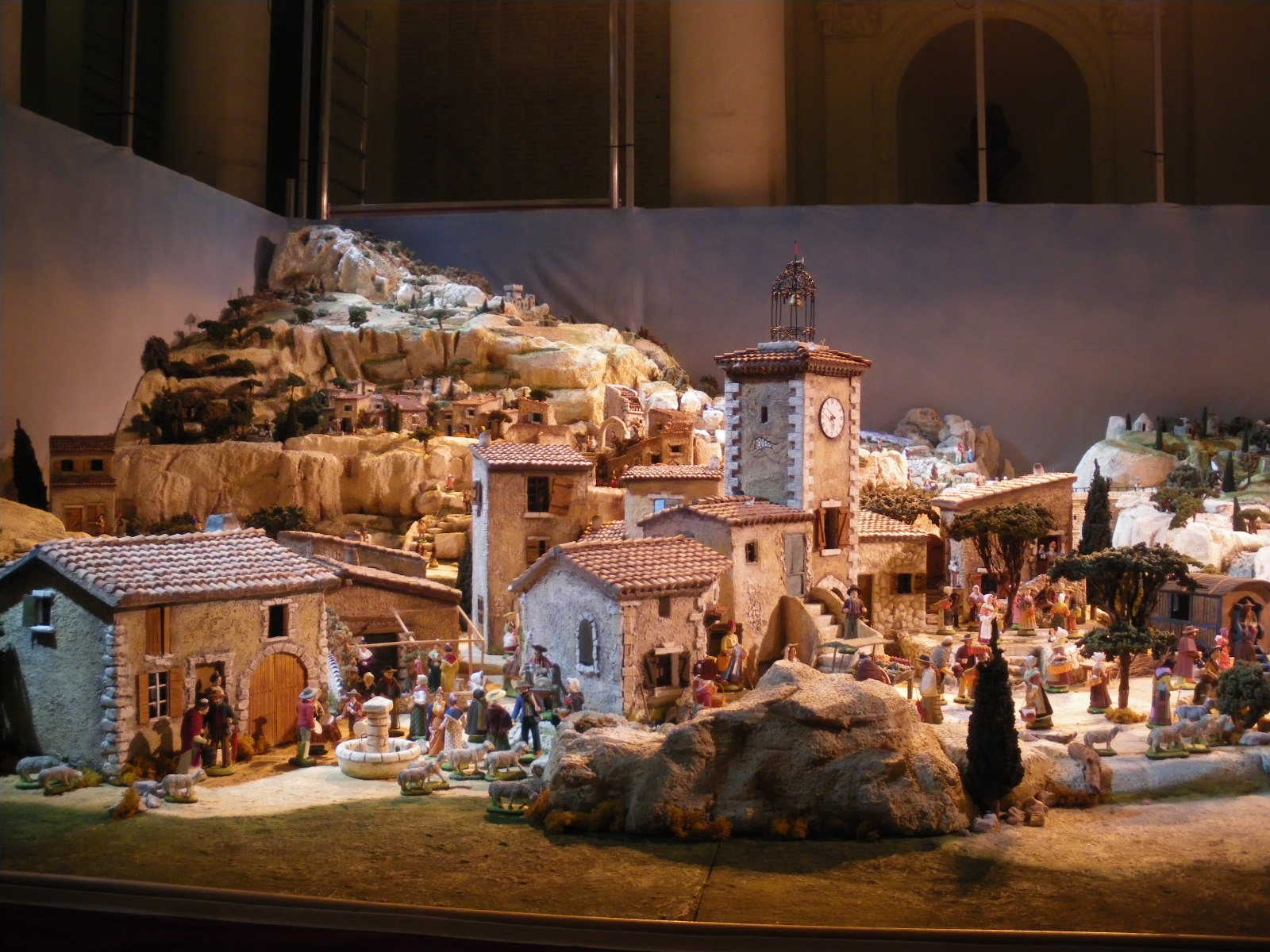
Crèche provençale à Avignon

Une crèche provençale est une crèche de Noël comportant des personnages traditionnels de la Provence, les santons (santoun, petits saints en provençal) et s'inspirant de la vie locale et dont l'invention date du XVIIIe siècle. « La crèche provençale est le fruit d'un itinéraire unique, mêlant au fil du temps, le profane au religieux », selon la définition de Marcel Carbonel, l'un des plus prestigieux santonniers de Provence. Les artisans évoquent des personnages typiques ou célèbres de la région ou du village ou des défunts de la famille. La tradition veut que chaque année, la crèche soit mise en place dès le début novembre pour n'être défaite qu'au début janvier après l'épiphanie. Chacune se singularise par le choix de ses santons, des accessoires utilisés, des représentations des maisons villageoises et par la variété de la végétation choisie (mousse, lichen, houx, branches de pin, etc.).
Pour harmoniser la crèche et simuler la perspective, des santons de différentes tailles sont utilisés. Les plus grands sont placés sur le devant, ce sont traditionnellement le berger et son troupeau, qui seront ensuite rejoints par les rois mages. Les santons puces sont mis dans le fond de la crèche figurant le lointain.

### Les rois

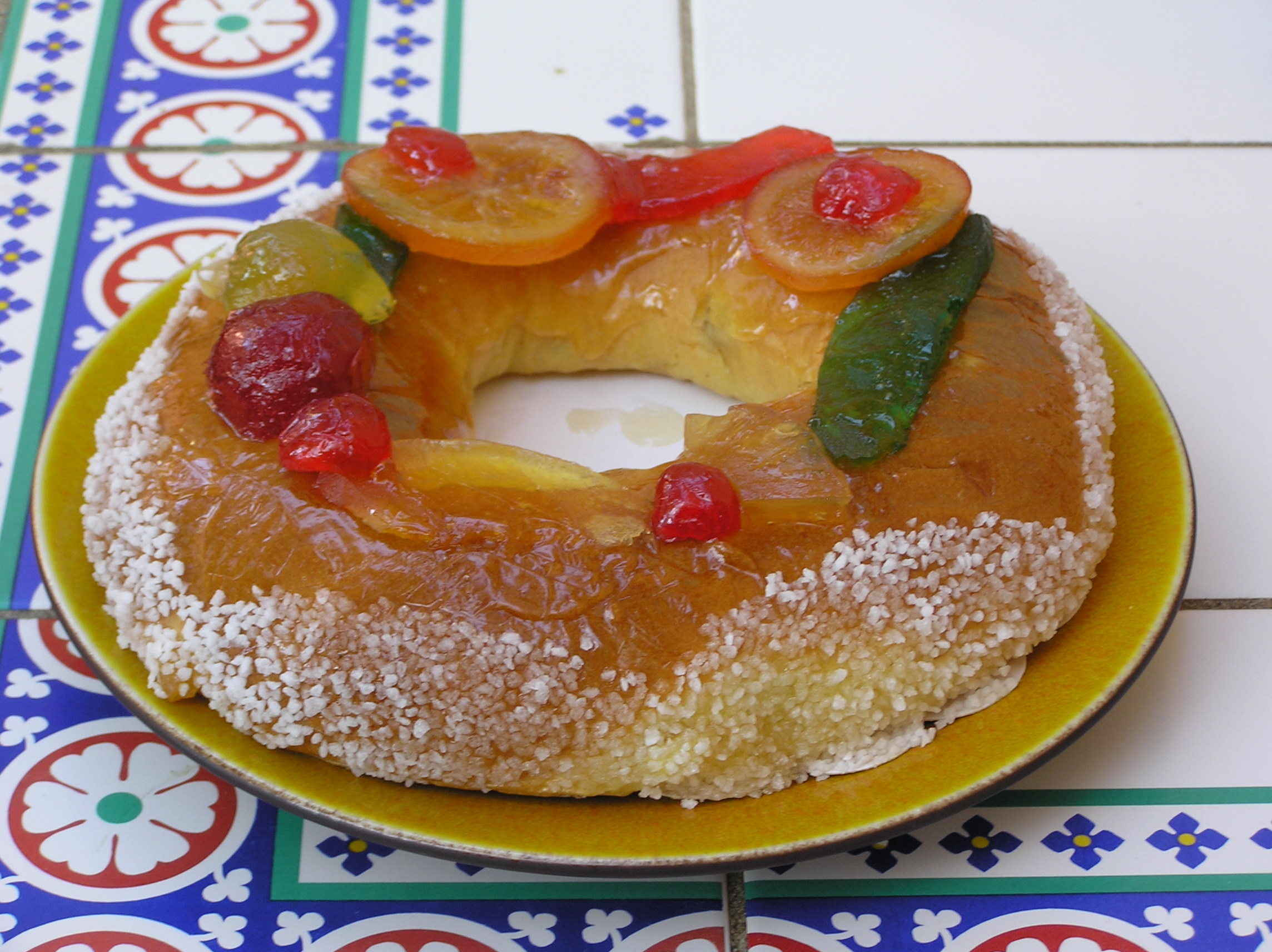
Un gâteau des Rois avec sa garniture de fruits confits

Pour l'Épiphanie, il est de coutume de partager une brioche en forme de couronne recouverte de fruits confits, la couronne des rois. Lorsqu'il y a un enfant, celui-ci doit passer sous la table, et tandis que la personne qui fait le service choisit un morceau, l'enfant désigne la personne. Le gâteau renferme une fève grillée et un sujet traditionnellement en terre cuite. La personne qui tombe sur la fève devient le roi et le sujet la reine.
Mais on trouve à ce sujet d'autres pratiques telles que le roi choisit sa reine ou encore plus récemment, celui qui a le sujet paie la prochaine couronne.

## Tradition vestimentaire

### Costume provençal

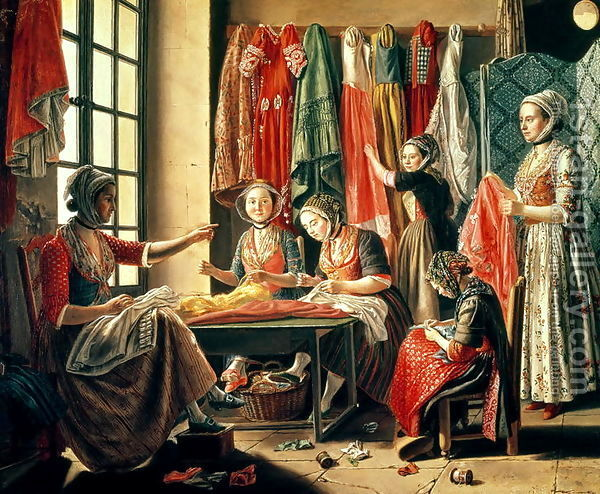
Atelier de couturières provençales en 1760, par Antoine Raspal

Entre la fin du XVIIIe siècle et le début du XIXe siècle, tous les voyageurs, ayant laissé une relation de leur voyage en Provence, se sont extasiés devant le costume porté par les Provençales, femmes du peuple ou bourgeoises. Ce fut le cas de Moszynsky, un comte polonais, en 1784, d'Arthur Young, en 1789, de Stendhal, en 1838, et même d'Adolphe Thiers, revenu sur ses terres en 1822. Le costume provençal traditionnel comporte deux grandes variantes : le costume arlésien, dit aussi arlèse, ou provençal après que Frédéric Mistral a relancé son port à la fin du XIXe siècle comme signe de l'identité culturelle de la Provence, et le costume comtadin, porté dans le Comtat Venaissin et jusqu'au nord de la Durance, y compris à Avignon. Encore utilisé le dimanche jusqu'au début du XXe siècle, son usage courant a progressivement disparu au cours de la première moitié du XXe siècle. Actuellement, il n'est porté qu'épisodiquement, par des groupes folkloriques ou lors de manifestations volontaristes de l'identité locale.

### Costume d'Arles

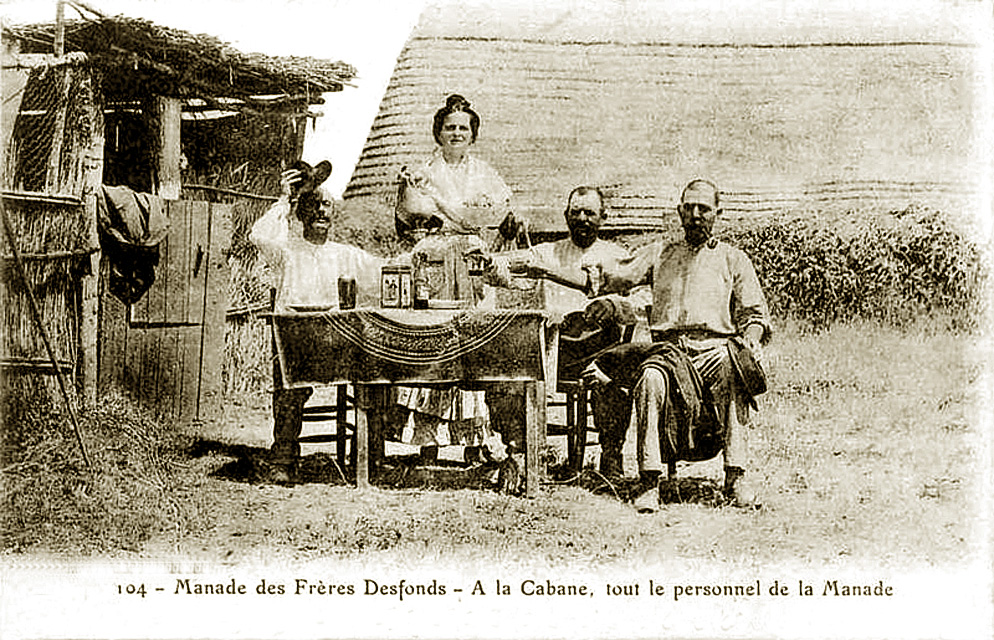
Gardians et arlésienne en costume à la cabane Desfonds au début du XXe siècle

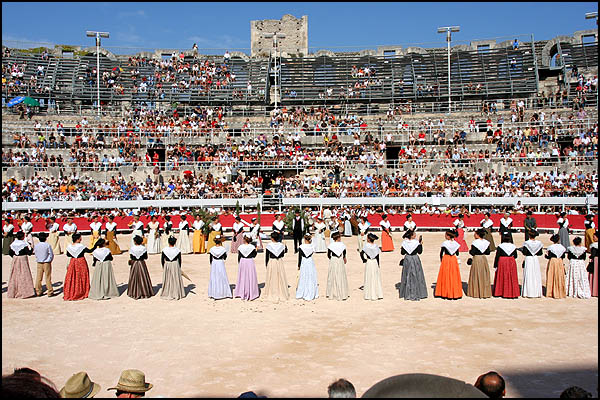
Arlésiennes dans les arènes d'Arles pour l'ouverture de la Cocarde d'Or

Le costume d'Arles est aisément identifiable dans sa version féminine. Sa coiffe généralement sombre se porte sur le haut du crâne couvrant uniquement le chignon. De plus la silhouette « en sablier » du costume est très prononcée. Selon les classes sociales, le tissu du costume change, mais la coupe reste à peu près la même. Parmi toutes les variétés locales à la mode au cours du XVIIIe siècle, seul il a traversé la Révolution, tout en continuant à évoluer d'une façon naturelle. Jusque dans les années 1950, il était encore porté, quotidiennement à Arles par un certain nombre de femmes, et plus particulièrement le dimanche. Le costume d'Arles a été la tenue féminine traditionnelle dans tout l'ancien archevêché, a tenté de s'imposer jusqu'à Avignon sous l'impulsion de Frédéric Mistral, a débordé sur la rive droite du Rhône de la Camargue gardoise jusqu'à l'Uzège, s'est étendu à l'Est par-delà la Crau jusqu'à la Durance et le golfe de Fos. Toute son évolution est retracée au Museon Arlaten.

### Costume provençal comtadin

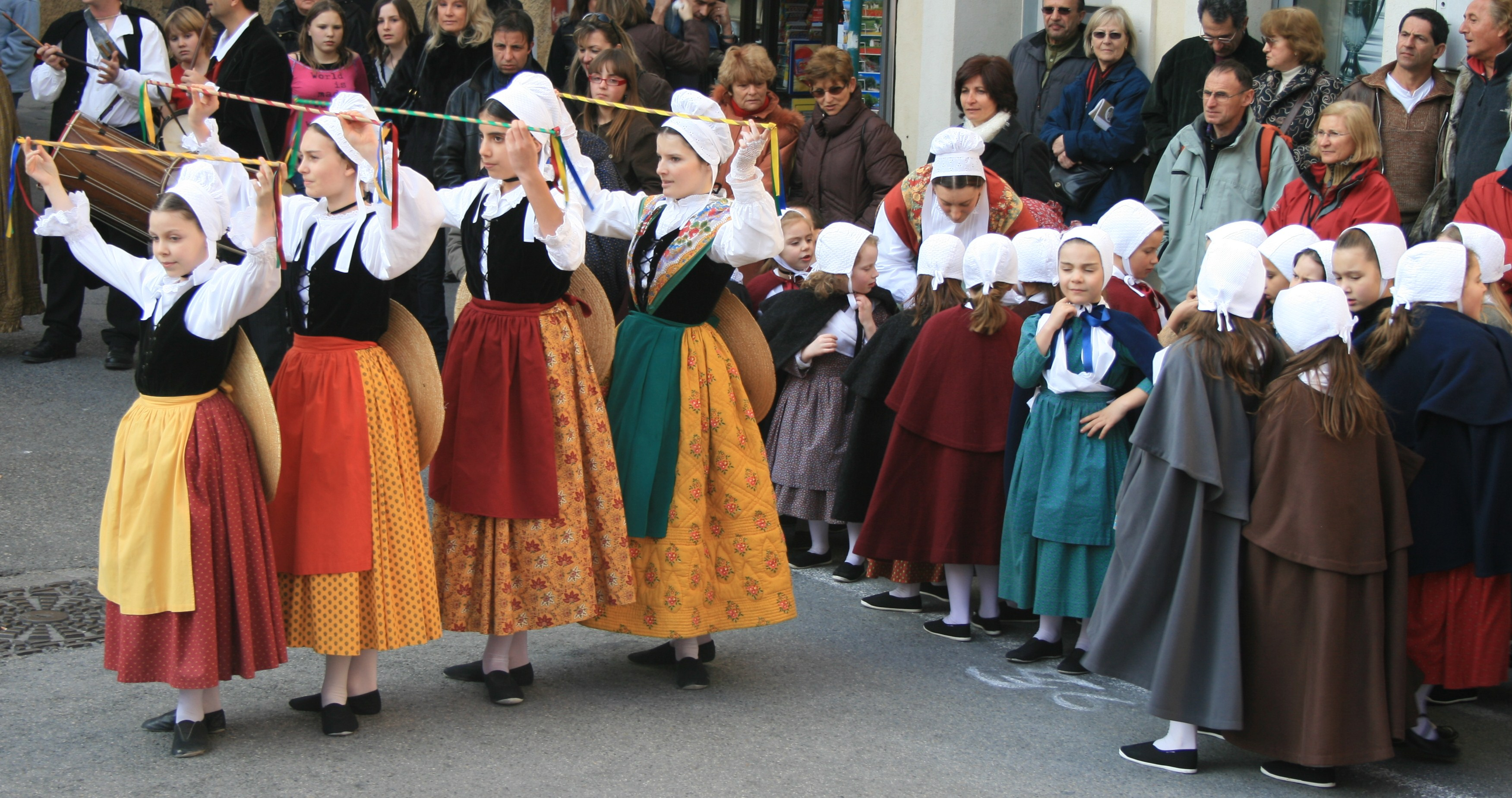
Le costume comtadin

Le costume provençal comtadin désigne les vêtements traditionnellement portés dans le Comtat Venaissin et le nord de la Durance jusqu'à la fin du XIXe siècle. Son signe le plus distinctif est la coiffe à la grecque. Ayant naturellement évolué à travers les siècles, la version fixée vers 1850 du costume comtadin, et dont le port a été relancé par le félibre Théodore Aubanel au début du XXe siècle se décline en plusieurs matières, en fonction des saisons et des métiers. Ses composantes restent toutefois identiques : Chemise, jupon, jupe simple ou matelassée, le couthiloun, tablier, corselet, caraco, fichu et coiffe. En hiver, s'y adjoint une cape. Les comtadines portent par ailleurs un tour de cou en velours, supportant un bijou, le plus souvent une croix.

## Tradition sportive

### Joute provençale

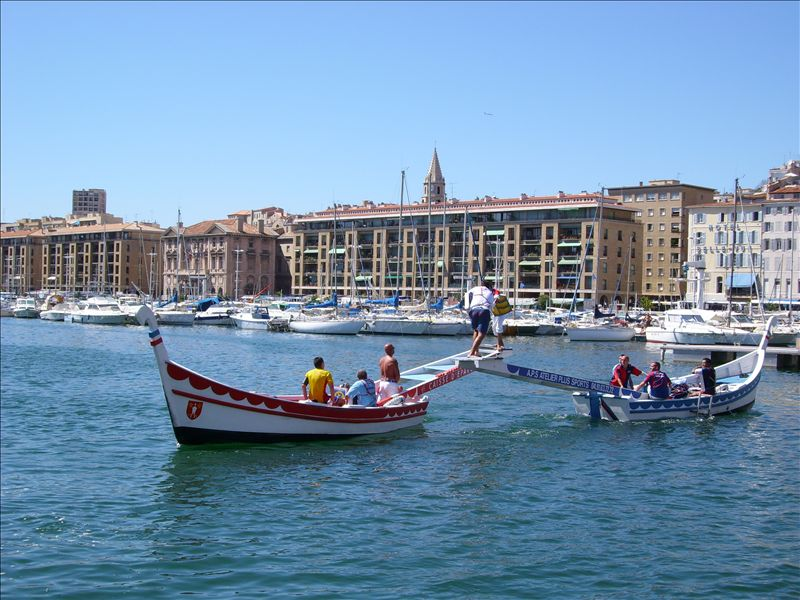
Démonstration de joutes provençales dans le Vieux-Port de Marseille par la Fine Lance Estaquéenne.

La joute provençale (en provençal, la targo) est un combat sur l’eau entre deux personnes se trouvant chacune sur un bateau, en haut d’un plateau appelé en provençal tintèino, et le but du jeu consiste à envoyer son adversaire à l’eau au moyen d’une lance. Chaque jouteur est protégé par un plastron en bois et tient dans la main gauche un témoin qui doit l’empêcher d’attraper la lance de son adversaire.
Il existe quelques règles supplémentaires, dont celle de ne pas avoir les pieds joints au moment de la frappe, en effet le jouteur place son pied gauche devant une ligne blanche et son pied droit derrière cette ligne, si le pied droit du jouteur franchit la ligne blanche au moment de la frappe il est disqualifié au profit de son adversaire seulement s'il passe par l'avant. La joute provençale est considérée comme la plus violente des cinq méthodes de joute française car le jouteur n'attend pas le contact, c'est lui qui va le chercher en se jetant sur son adversaire.

### Course camarguaise

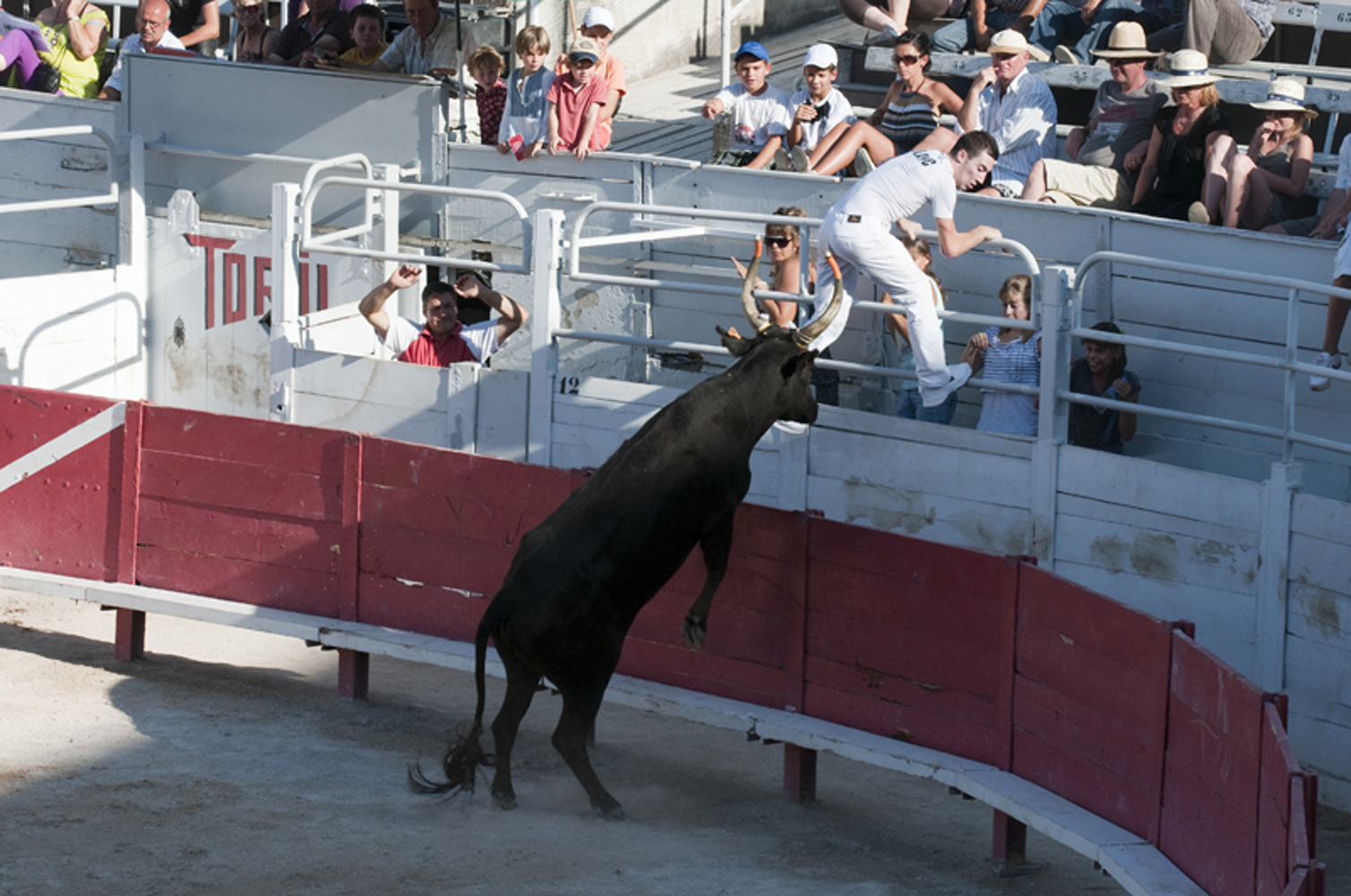
Course camarguaise

La course camarguaise est un sport dans lequel les participants tentent d'attraper des attributs fixés aux cornes d'un taureau. Ce jeu sportif, sans mise à mort, est pratiqué dans le Gard, les Bouches-du-Rhône, ainsi que dans quelques communes de Vaucluse et de l'Hérault. C'est au XIXe siècle qu'apparaissent les premiers jeux taurins organisés et rapidement assimilés à la course camarguaise.
Ils se déroulaient dans des « plans », arènes constituées de charrettes. Au fil du temps, le taureau commence à porter des attributs. À cette période les manadiers comprennent qu’ils peuvent tirer parti de ces courses, en améliorant la race des taureaux, qui sont déjà très combatifs. Cette course était appelée « course libre ». Le 27 février 1966, le congrès qui se déroule au Paluds-de-Noves dans les Bouches-du-Rhône adopte la mise en place du projet Vignon. La course à la cocarde a son premier règlement, La « Charte de la course à la cocarde ». Avec lui, l’appellation « Course libre », même si elle a continué longtemps d'être utilisée, devient caduque et cède la place à « Course à la cocarde ». En 1975, la Fédération française de la course camarguaise est créée sous la loi des associations de 1901,. Le 10 octobre 1975 la Fédération française de la course camarguaise (F.F.C.C.) est agréée par le Ministère. La course camarguaise est reconnue comme sport par le Secrétariat d’État à la jeunesse et aux sports. La « Course à la cocarde » devient définitivement la « Course camarguaise ».

### Abrivado

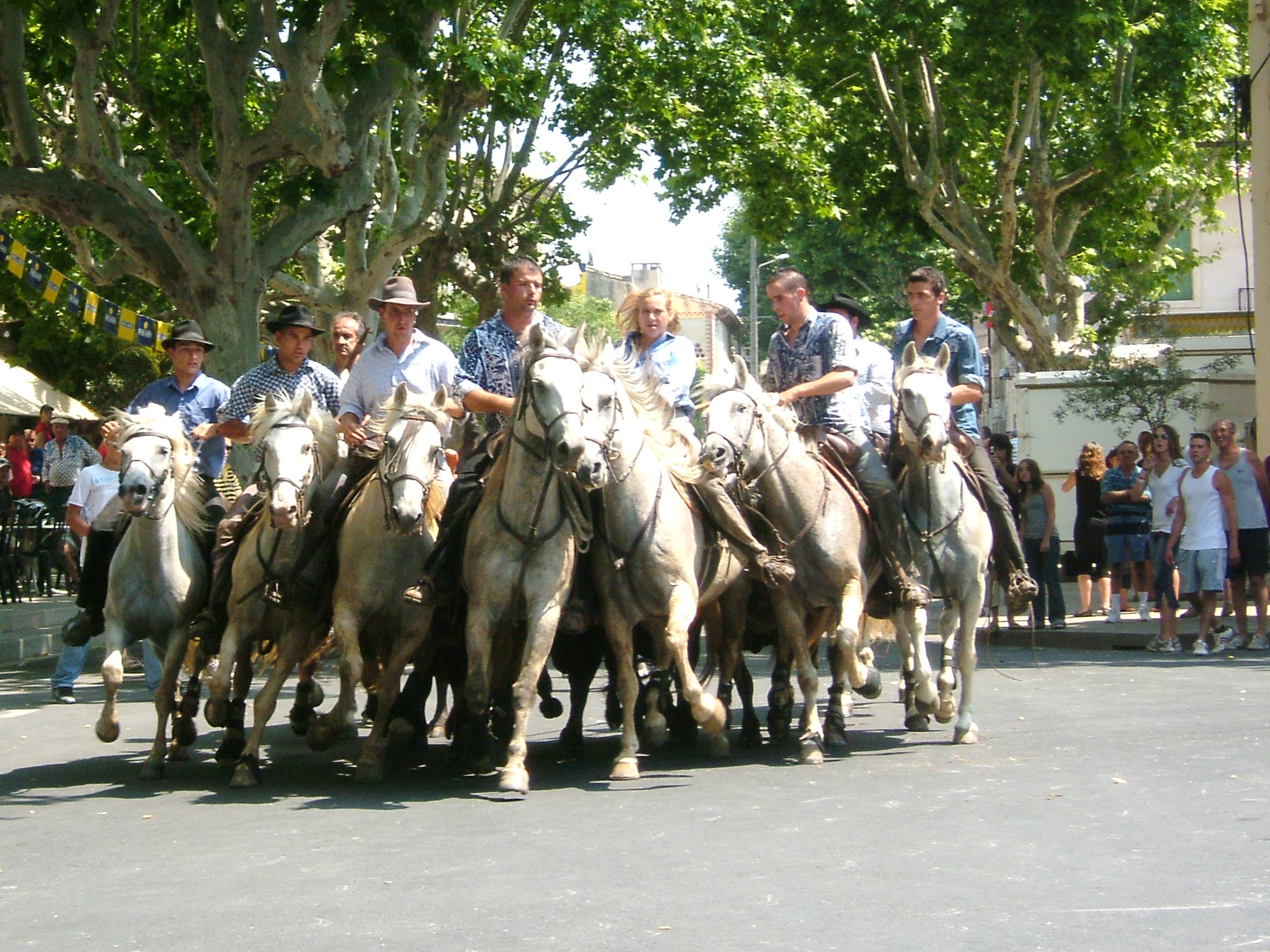
Formation en V

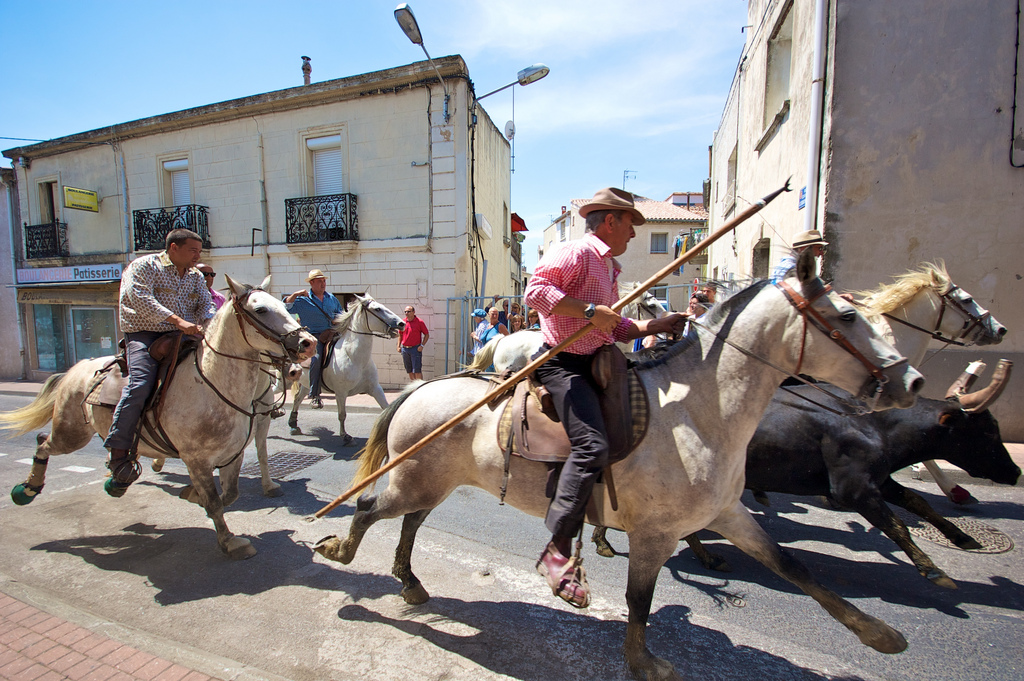
Traversée du village au galop

L'abrivado est un mot provençal signifiant « avancée rapide », qui désignait jadis la conduite des taureaux depuis les pâturages jusqu'aux arènes sous la surveillance de gardians. À l’origine (avant l'époque des camions transporteurs de bétail, que l'on appelle encore les chars de taureaux), l’abrivado consistait à conduire les taureaux des pâturages aux arènes où les bêtes devaient participer à des courses. Afin de faire ce trajet sans incident, les bioù ou buòus (« taureaux » en provençal) étaient encadrés par une dizaine de cavaliers disposés selon une formation en V. Lors des traversées de villages, il arrivait souvent que les jeunes villageois tentent de faire échapper les bêtes, afin de s’en amuser. Pour limiter les risques de voir les taureaux leur échapper, les gardians leur faisaient donc traverser le village au galop, à la vitesse la plus élevée possible.

### Bandido

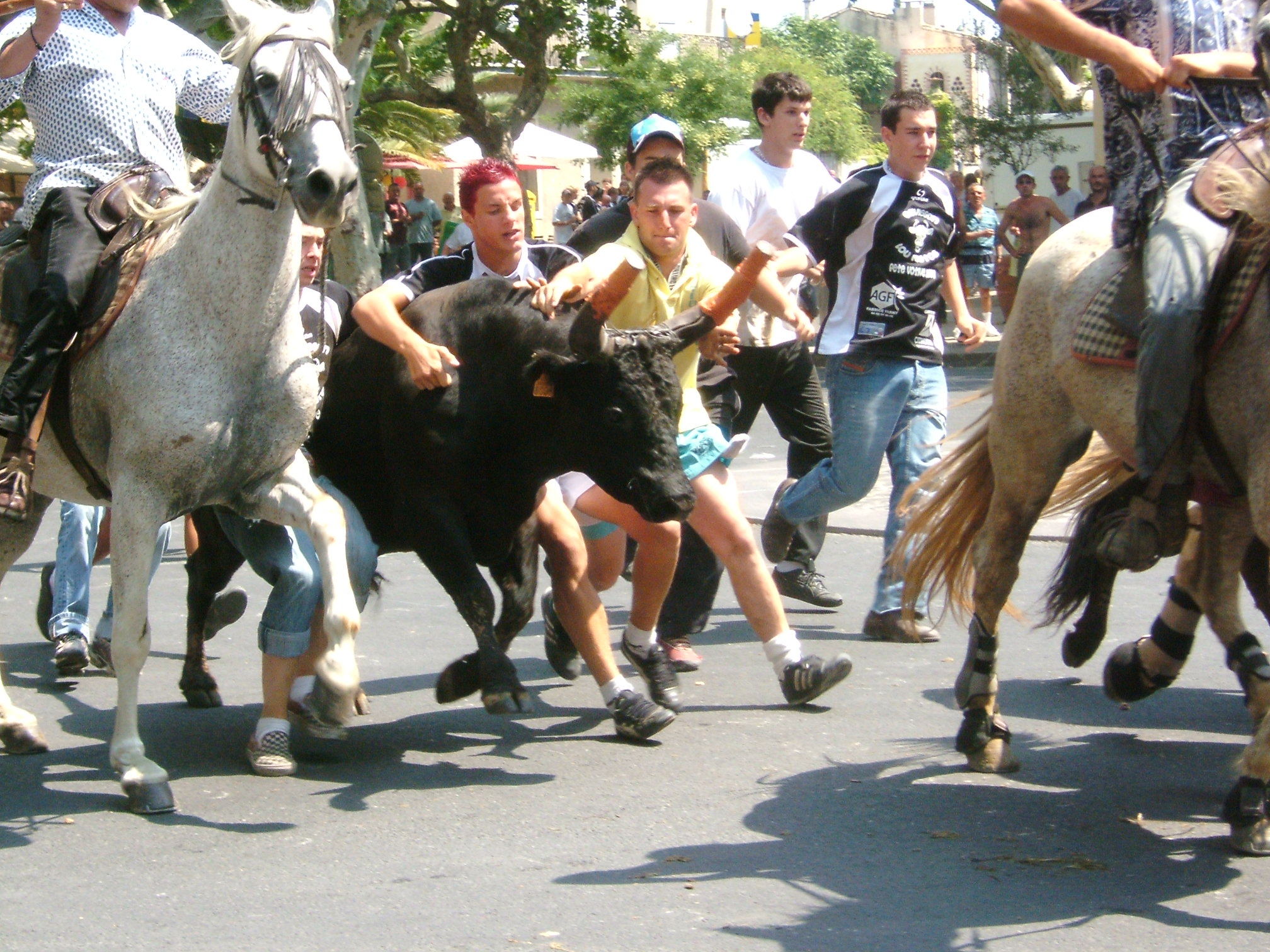
Les atrapaïres en action

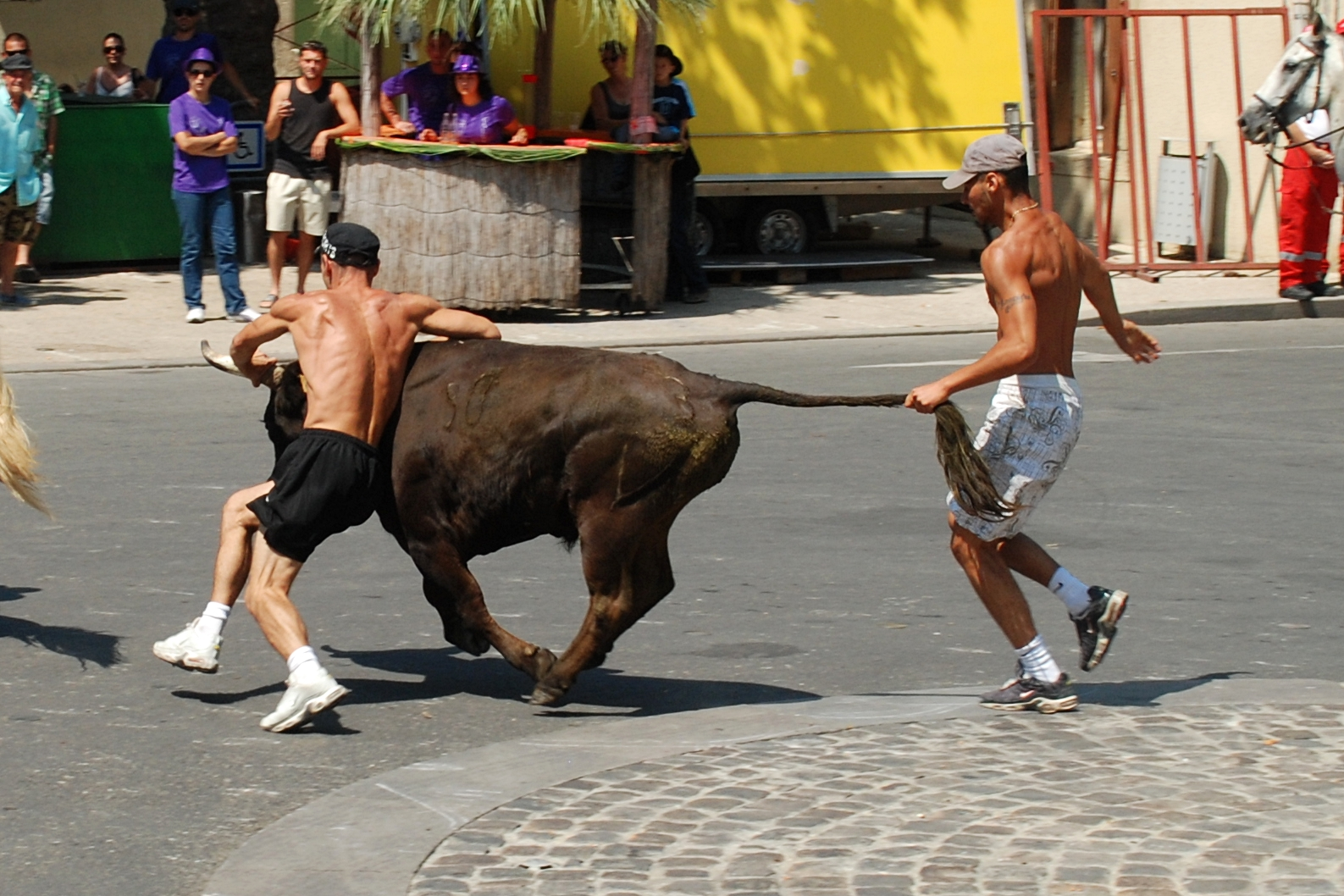
Les atrapaïres ont saisi le taureau

La bandido est un mot provençal (du provençal bandi, « lancer » les taureaux) qui désignait jadis le retour des taureaux des arènes vers les pâturages. De nos jours, ce terme désigne une tradition taurine provençale et languedocienne consistant à simuler dans les rues fermées d’une ville ou d’un village le retour des taureaux des arènes au pré. La bandido était le contraire de l'abrivado : la course aux arènes une fois finie, les bêtes étaient ramenées par les gardians vers leurs pâturages en effectuant le chemin inverse, c'est-à-dire des arènes au pré. Comme dans le cas de l'abrivado, il arrivait que les jeunes villageois tentent de faire échapper les bêtes, afin de s’en amuser.

### Ferrade

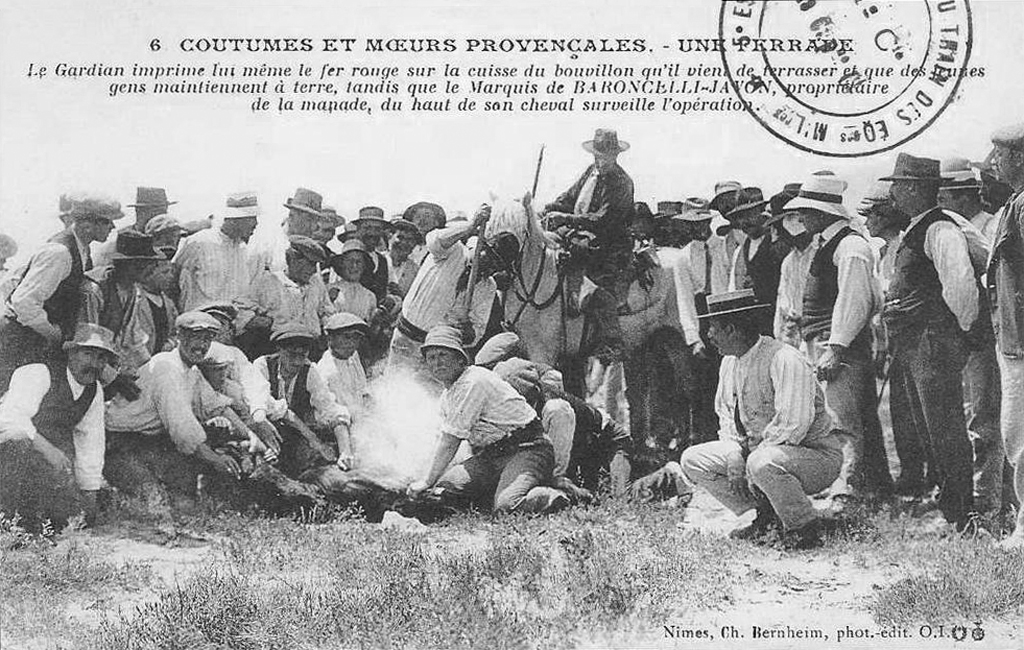
Ferrade aux Saintes-Maries-de-la-Mer

Une ferrade (en provençal ferrado) est l'action de marquer au fer rouge les taureaux ou les chevaux, spécialement en Camargue et en Petite Camargue. Le but est de marquer des jeunes bêtes d'un an au fer rouge afin de les rattacher à une manade. Ce marquage se fait la fin du printemps. Outre ses gardians, le manadier y convie ses amis, et c’est l'occasion d'une fête. Après que les anoubles ont été séparés du troupeau et conduit au galop vers le lieu du marquage, un gardian, d'un coup de trident sur la hanche, fait tomber l'animal qui est alors bloqué par les invités. L'anouble est alors escoussuré, entailles faites sur les oreilles, puis marqué au fer rouge sur la cuisse avec la marque de son propriétaire.

### Jeu provençal

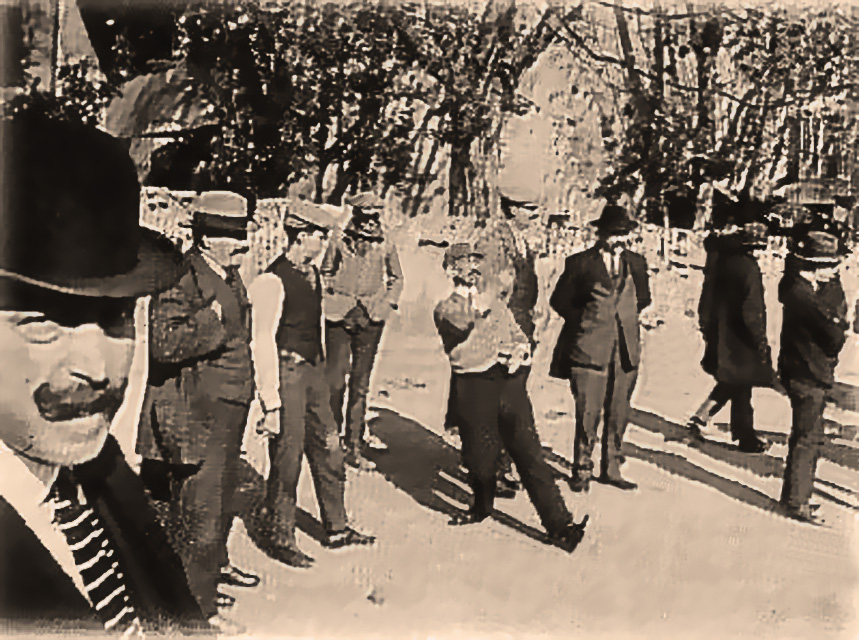
Préparation des trois sauts du tir

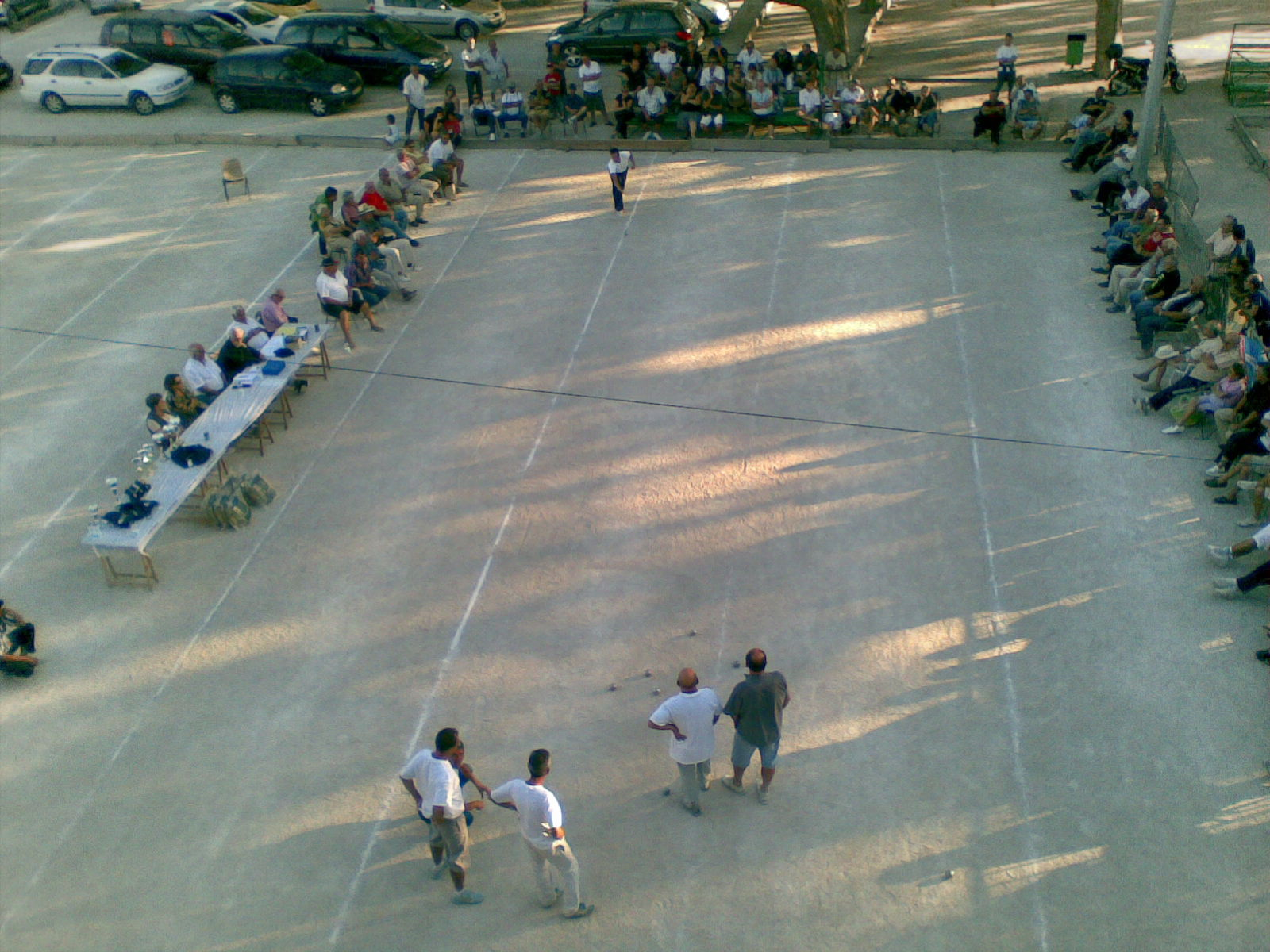
Jeu provençal sur les allées de l'Oulle à Avignon

Le jeu provençal (en provençal : « Jo de bocho »), appelé aussi « les trois pas » ou « la longue », est un jeu de boules au cours duquel les parties se déroulent de manière mobile sur un terrain de quinze à vingt mètres, soit deux fois plus long que celui de la pétanque, dont il est l'ancêtre.
Dans ce jeu, très sportif, le cercle de lancer est considéré comme un point de départ pour le joueur qui doit impérativement quitter quand il pointe ou quand il tire. Pour pointer, il doit, tout d'abord, avancer d'un pas hors du cercle dans la direction qu'il aura choisi. Il lance ensuite sa boule vers le cochonnet en se tenant en équilibre sur une seule jambe. Le tireur quitte aussi son cercle pour bondir de trois pas vers la boule qu'il vise. Il doit tirer à la fin du troisième saut quand son pied touche terre.
Le jeu provençal est surtout pratiqué dans les régions et départements suivants : Bouches-du-Rhône, Gard, Vaucluse, Alpes-de-Haute-Provence, Hautes-Alpes, Alpes-Maritimes, Var, Hérault, Aude, Midi-Pyrénées, Centre-Val de Loire, Île-de-France, Nord-Pas-de-Calais, Midi-Pyrénées, Franche-Comté.

### Pétanque

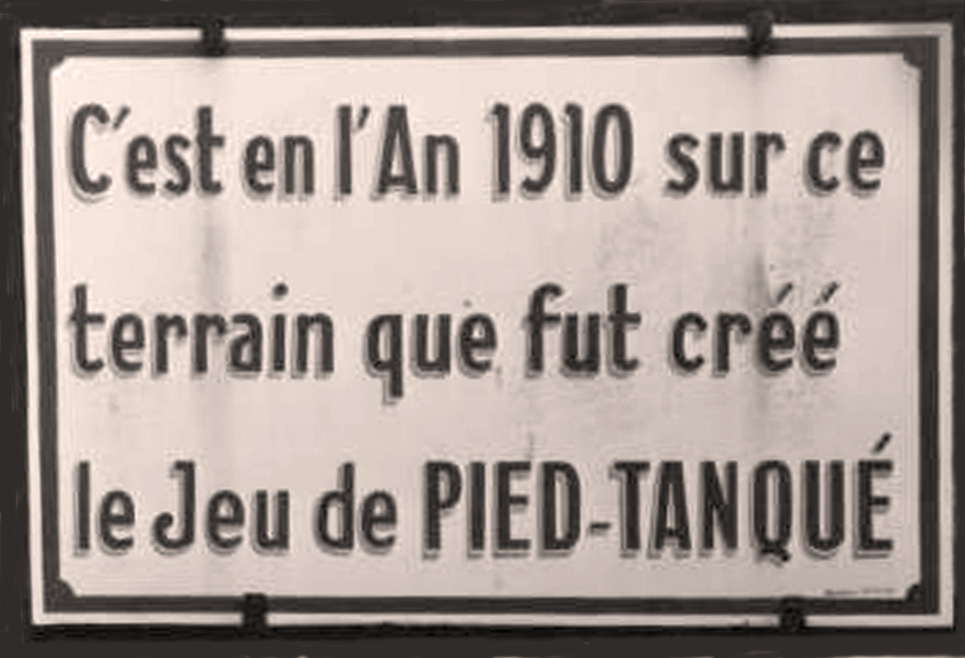
Plaque commémorative sur le boulodrome de La Ciotat

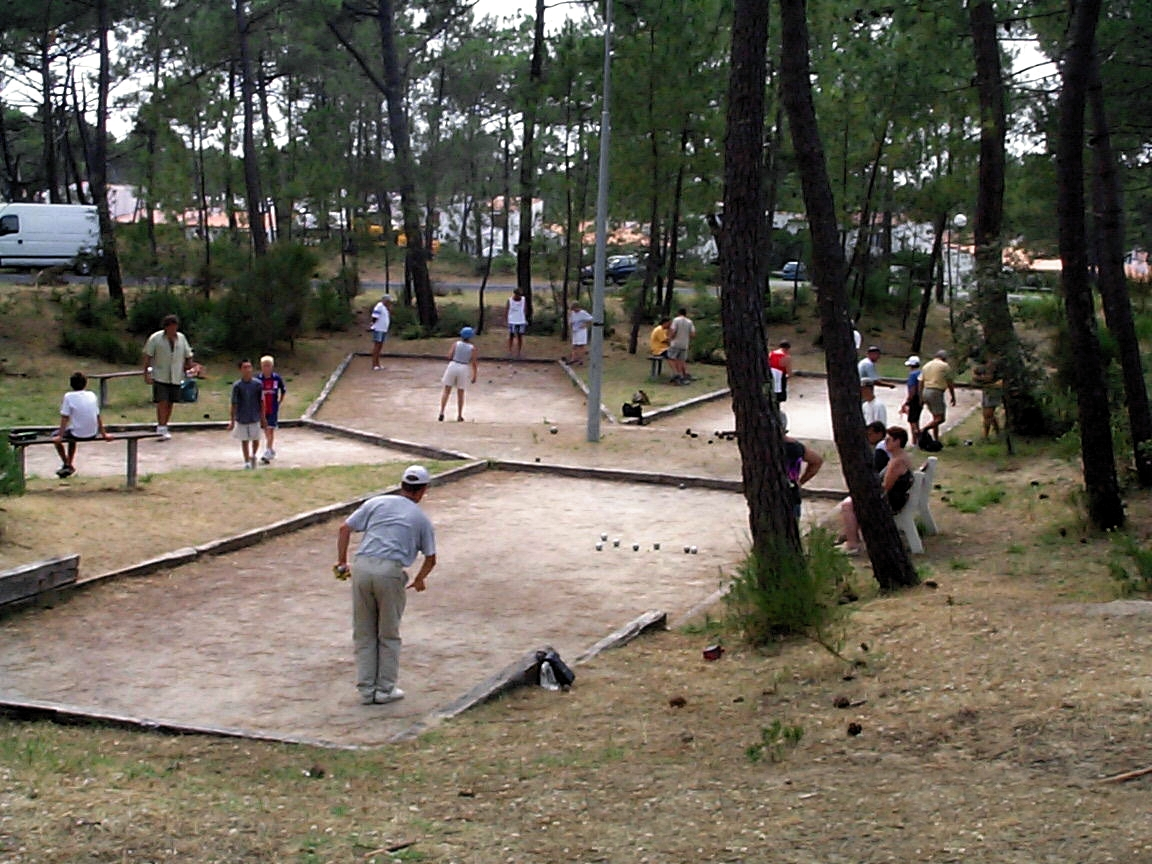
Partie de pétanque

La pétanque fut inventée en 1907, lors de la partie historique à La Ciotat où un champion de jeu provençal, Jules Hugues dit « Lenoir », ne pouvant plus jouer à son jeu préféré à cause de ses rhumatismes, s’est mis à jouer les « pieds tanqués ». Ceci se passait sur le terrain de boules d’un café « La boule étoilée » (terrain baptisé ainsi en clin d'œil aux boules cloutées de l'époque) dont les propriétaires s'appelaient Ernest et Joseph Pitiot. Les deux frères comprirent vite l'intérêt de ce sport, notamment Ernest qui s'appliqua à en finaliser les règles. Il fallut néanmoins attendre le premier concours officiel à La Ciotat en 1910 pour que le mot soit officialisé. Le terme vient des mots du provençal pè « pied » et tanca «arrêté, fixé », donnant en français régional l'expression « jouer à pétanque » ou encore « pé tanqué », c’est-à-dire avec les pieds joints et ancrés sur le sol, par opposition au jeu provençal où le joueur doit prendre de l'élan.

## Tradition festive

### Embrasser Fanny

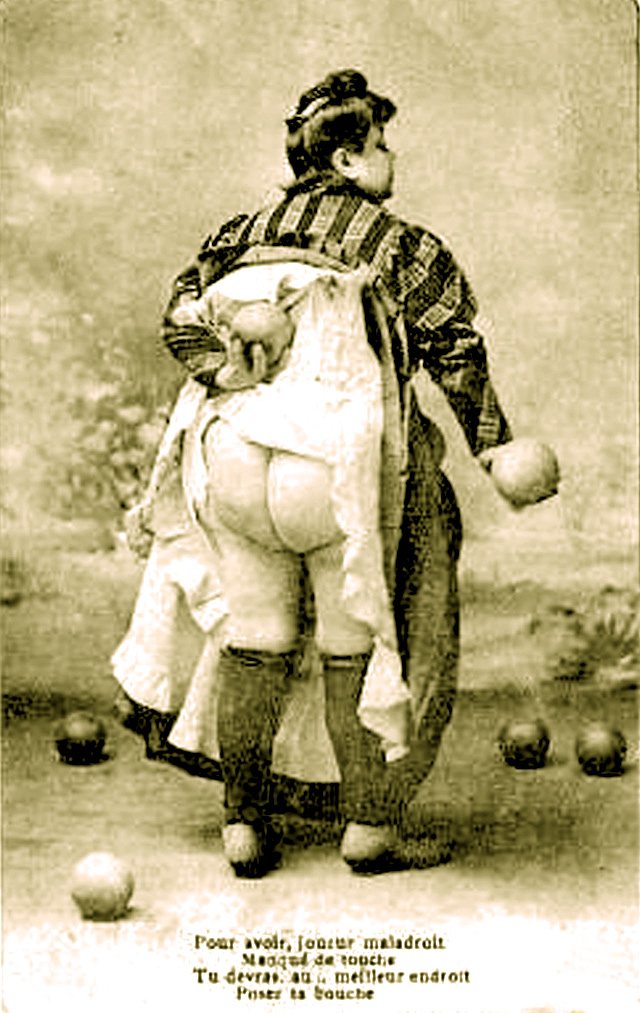
Fanny, édition de 1896

Embrasser Fanny, Faire fanny, Baiser Fanny, Être fanny, (Se) Prendre une fanny, c'est perdre une partie de boules (jeu provençal ou pétanque) sur le score de 13 à 0. À l'origine, les perdants devaient alors embrasser les fesses d'une femme postiche nommée Fanny, représentée sous forme de tableau, de poterie ou de sculpture. Aujourd'hui elle se rencontre plus chez les antiquaires et les brocanteurs qu'au bistro du coin. Mais tous les clubs boulistes en conservent une à leur siège et cette icône fait partie de leur patrimoine.
C'était à la fois une récompense et une honte pour l'équipe perdante mais toujours une franche rigolade pour les spectateurs. « Embrasser Fanny, c'est l'image effrayante de la défaite, la preuve horrible qu’on a été battu. Et pas seulement battu, mais vaincu lamentablement, l'humiliation totale : perdre par 13 à 0 ! ».
Une tradition récente voudrait lui trouver une origine en Dauphiné où une Fanny aurait été serveuse dans un café de Grand-Lemps, peu avant la Première Guerre mondiale. Ce fut le maire du village qui inaugura cette tradition. Mais des cartes postales précédant cette période montrent déjà Fanny et son postère offert. Certains la voient d'origine lyonnaise puisque la tradition du quartier de la Croix Rousse dit que, dès 1870, les joueurs du Clos Jouve avaient comme spectatrice une jeune fille de 20 ans au grand cœur. Elle consolait le joueur malheureux en lui montrant ses fesses. Mais n'acceptait pas de baiser.
Pour pallier le manque cruel (?) de Fanny de comptoir acceptant de se retrousser en public, fut mise en service, dans tous les lieux où l'on jouait au jeu provençal ou à la pétanque, une Fanny postiche aux fesses rebondies. Conservée avec ferveur, véritable relique païenne, toujours cachée dans une petite armoire, derrière un panneau ou un rideau, elle n'était dévoilée que pour un retentissant 13 à 0. Alors, le malheureux vaincu, à genoux comme s’il allait à confesse, en présence de tous, s’approchait de l'autel pour baiser l'icône. Faire passer le postérieur de Fanny à la postérité fut aussi une façon radicale de braver la morale bourgeoise chrétienne qui jetait l'opprobre sur ses fesses dénudées.

### Farandole

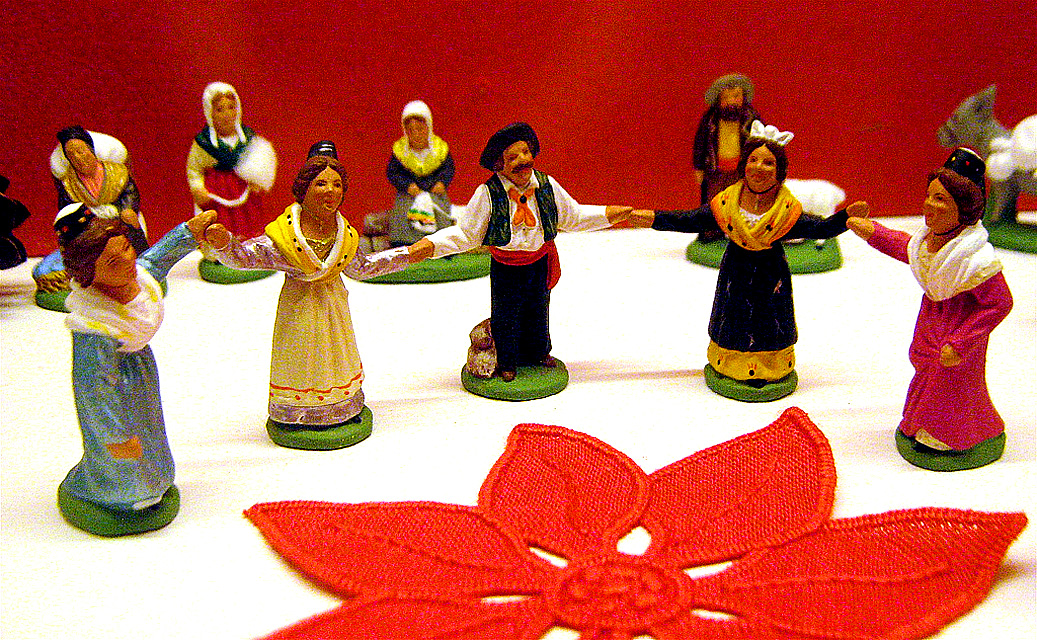
Farandole des santons de Provence

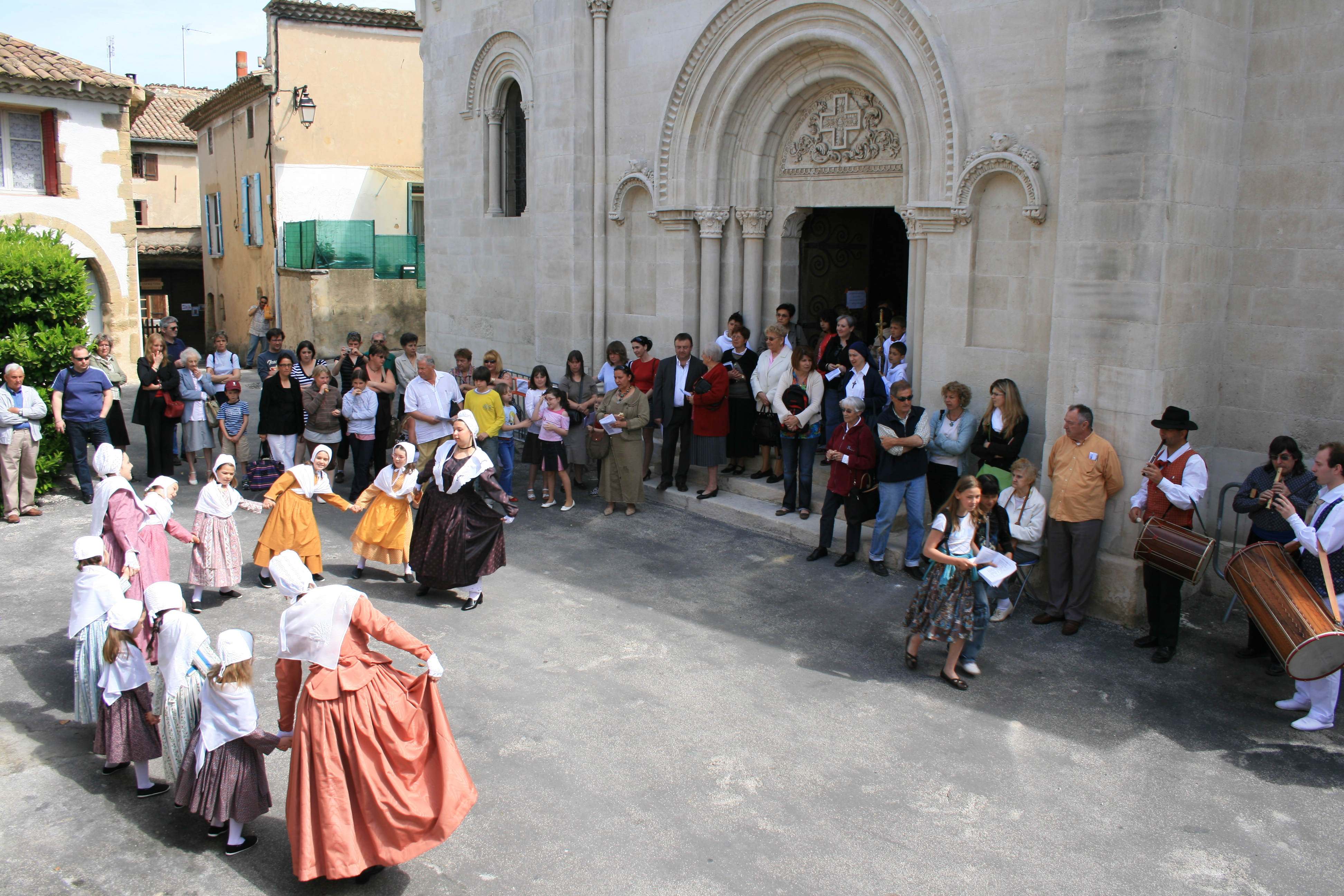
Farandole lors de la fête votive de Saint-Geniès-de-Comolas

La farandole (en provençal farandoulo) est une danse traditionnelle typique de la Provence. L'accompagnement musical est réalisé par un ou des tambourinaires, jouant d'une flûte à une main, le galoubet, et du tambourin. Les danseurs se donnent la main pour former une chaîne ouverte errante et marquent chaque temps par des sautillements. Le meneur ou la meneuse guide la chaîne en dessinant une forme de serpent. Son rôle est d'articuler la farandole, danse des rites agraires, en ses deux grands thèmes : celui de la spirale (dit encore escargot ou labytinthe) et celui du passage sous la voûte (dit du serpent). Elle était primitivement exécutée en cercle autour d'un feu puis se finissait en spirale pour appeler au retour du soleil.

### Fête votive
La fête votive (littéralement "qui fait un vœu", du provençal vot, "vœu") est une fête qu'organise un village en hommage à son saint patron. Cette fête patronale, dite encore vote, est spécifique au midi de la France. Elle est traditionnelle en Provence. Les votes, initialement, s'étalaient sur tout l'été et attiraient dans le village toute la jeunesse des communes voisines qui arrivait en bande et à pied. Ces festivités, en fonction de leur date, marquaient soit une trêve dans les gros travaux des champs, soit la joie des premières récoltes rentrées. Devenue la fête du village pour des raisons touristiques, elles se doivent de comporter des attractions foraines, une grande tombola gratuite, un concours de jeux de boules et un bal nocturne ou balèti.

### Carreto ramado
La carreto ramado est une cavalcade à vive allure organisée généralement pour la fête de la Saint-Éloi. Il s'agit d'une tradition qui remonte selon les sources au 17e ou 18e siècle,. La charrette est tirée par des chevaux de trait aux harnais à la sarrasine. Le nombre de chevaux est variable entre une vingtaine jusqu'à une soixantaine,,.

## Marchés de Provence

### Marchés traditionnels

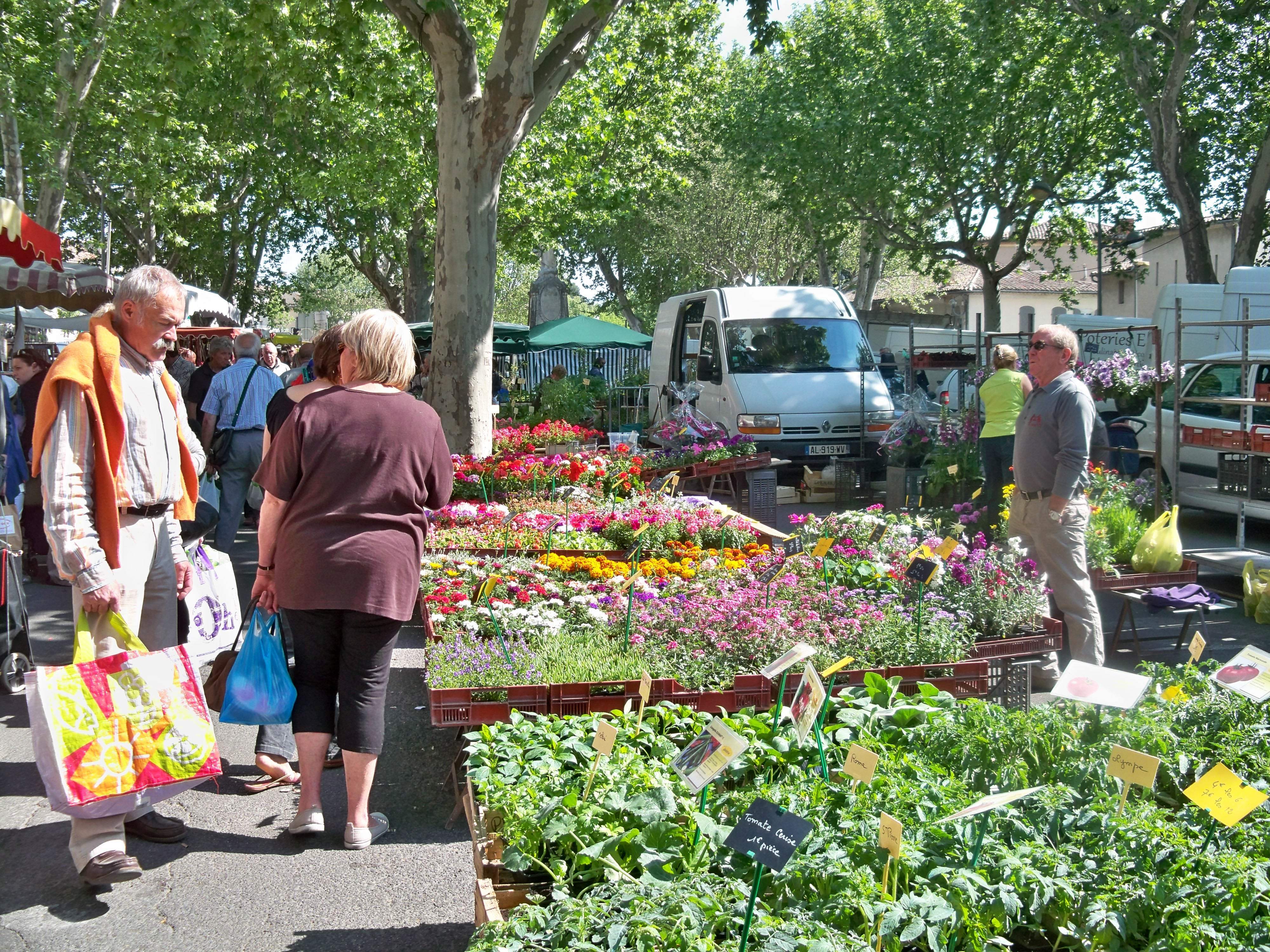
Marché du vendredi à Carpentras.

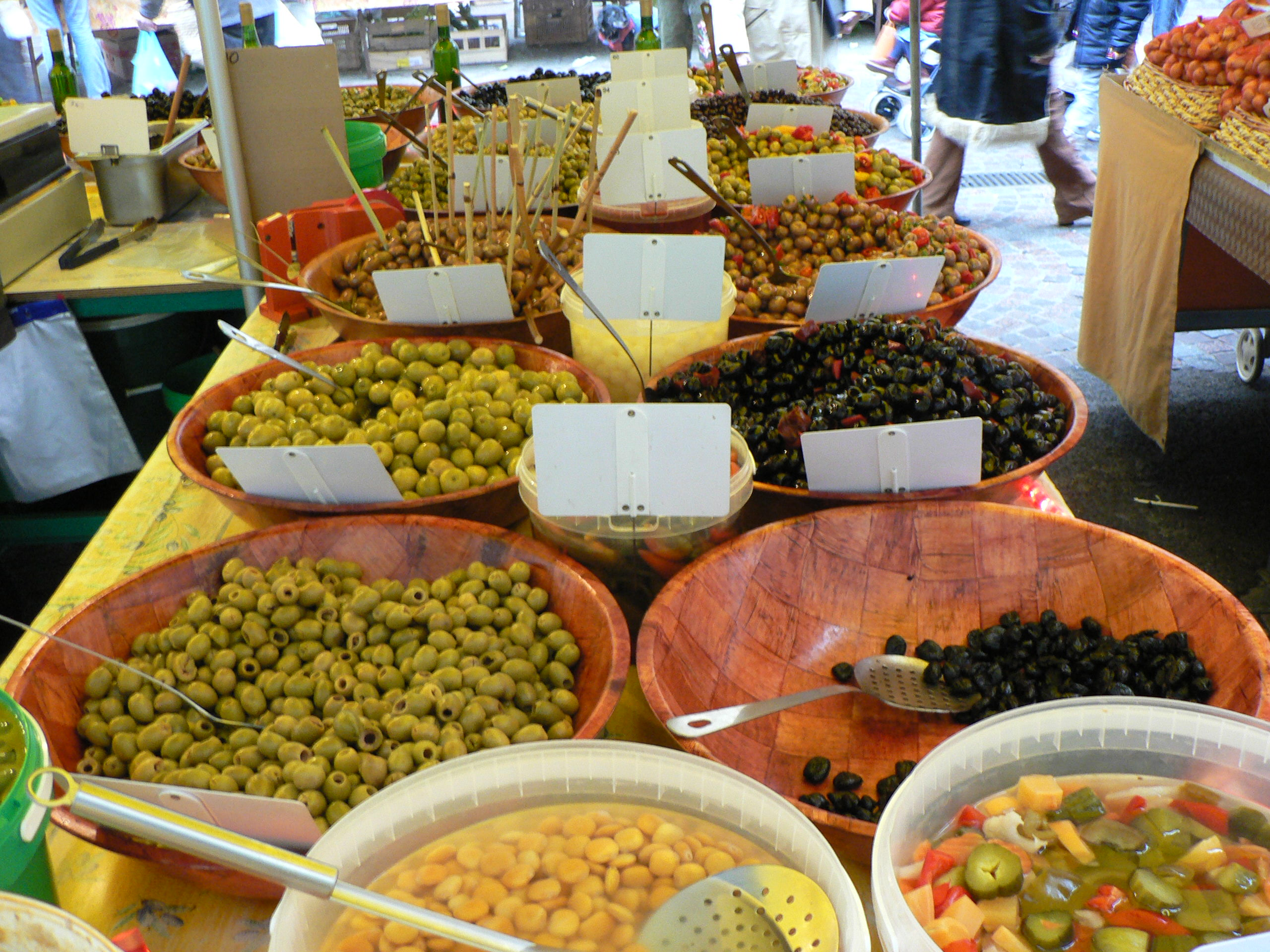
Olives au marché de Toulon

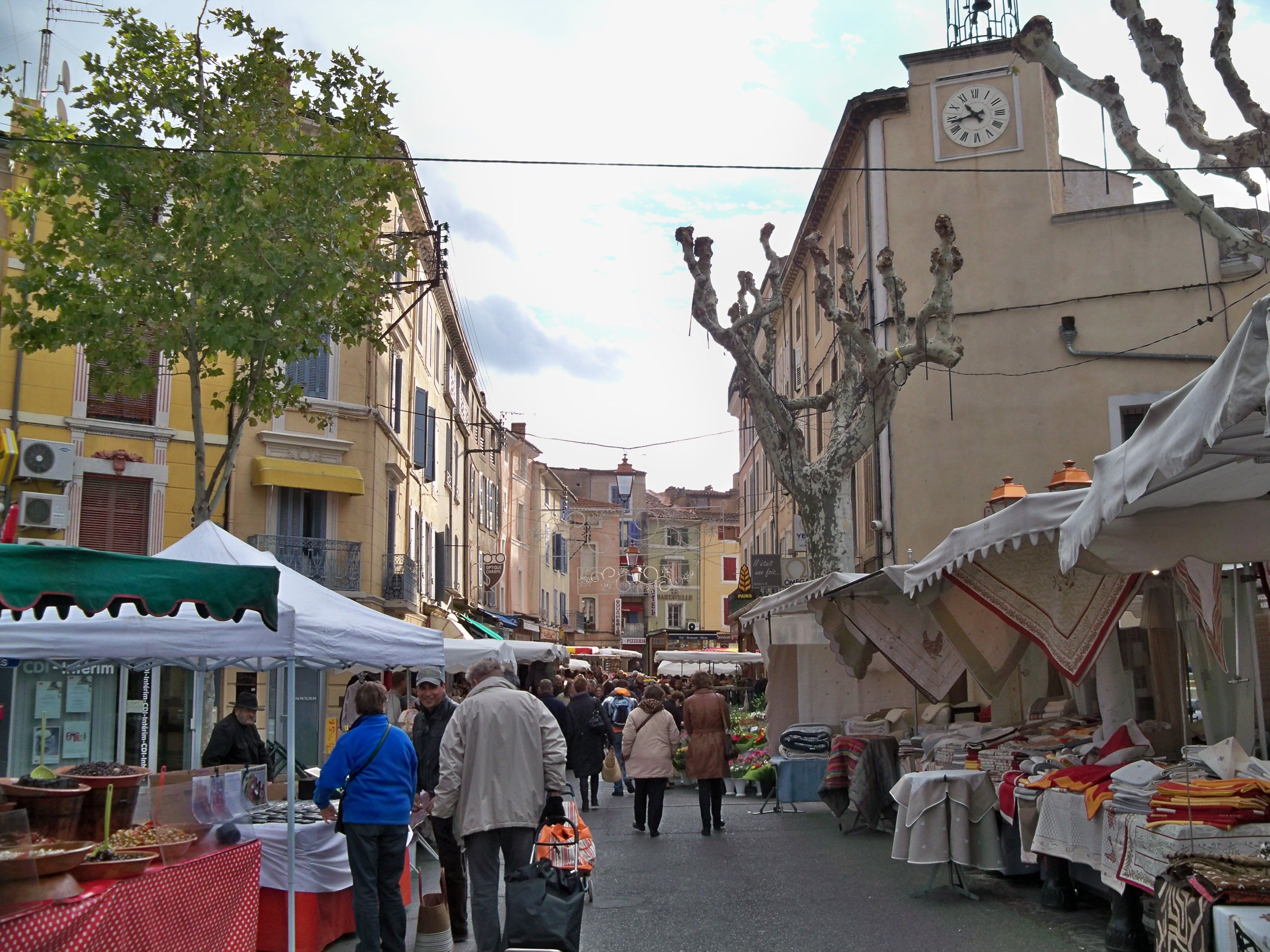
Marché du samedi à Apt

Le marché de Provence (en provençal lou marcat) est devenu un des symboles régionaux, Très souvent marché de tradition – certains remontent au Moyen Âge – occupant place et ruelles, son but primordial était de simplifier l’approvisionnement des villes et des villages, et accessoirement de se tenir informés des dernières nouvelles.
L’explosion du tourisme de masse, au cours du XXe siècle a fait découvrir et aimer cette farandole de couleurs et cette ribambelle d’odeurs qu’offrent les fruits et légumes locaux ainsi que les épices et les herbes de Provence.
Pour promouvoir les marchés de Provence, les commerçants non sédentaires de la région PACA, ont créé une association en 1990. Ce Comité Permanent pour la Promotion des Marchés Provence-Alpes-Côte d’Azur (CPPM), outre la promotion, édite chaque année un document, tiré à 100 000 exemplaires, intitulé La Route des Marchés en Provence qui répertorie tous les jours de marchés et principales dates de foire.
Une des plus belles réussites du Comité Permanent pour la Promotion des Marchés Provence Alpes Côte d’Azur a eu lieu en août 2010, pour le 20e anniversaire de Choralies. En association avec Vins en fêtes de la vallée du Rhône, la Chorale des côtes-du-rhône et la municipalité de Vaison-la-Romaine, il a été proposé l'alliance de l'auditif et du gustatif, dans le cadre d'une dégustation des produits du marché, accompagnée des vins AOC de la vallée du Rhône, alors que la Chorale interprétait des airs de son répertoire bachique et vigneron
L’été, période traditionnelle de vacances permet de découvrir et de se fournir en tomates, poivrons, salades, olives vertes et noires, oignons, aulx, abricots, pêches, figues, raisins, etc. Sans oublier des productions locales, comme le melon de Cavaillon, les fruits confits d'Apt, le nougat de Sault, les fraises de Carpentras ou les poissons le long des côtes.

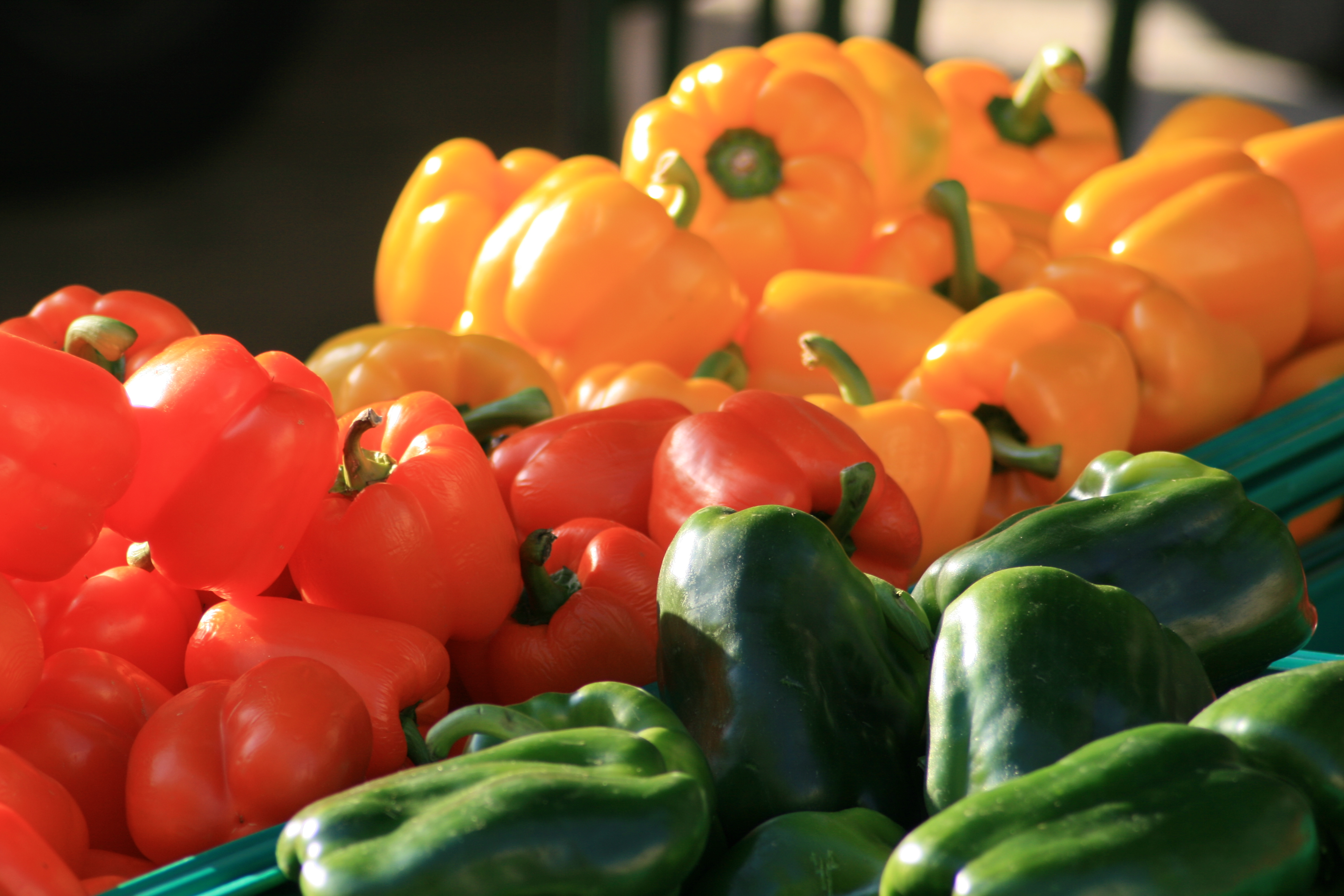
Poivrons rouges, jaunes et verts
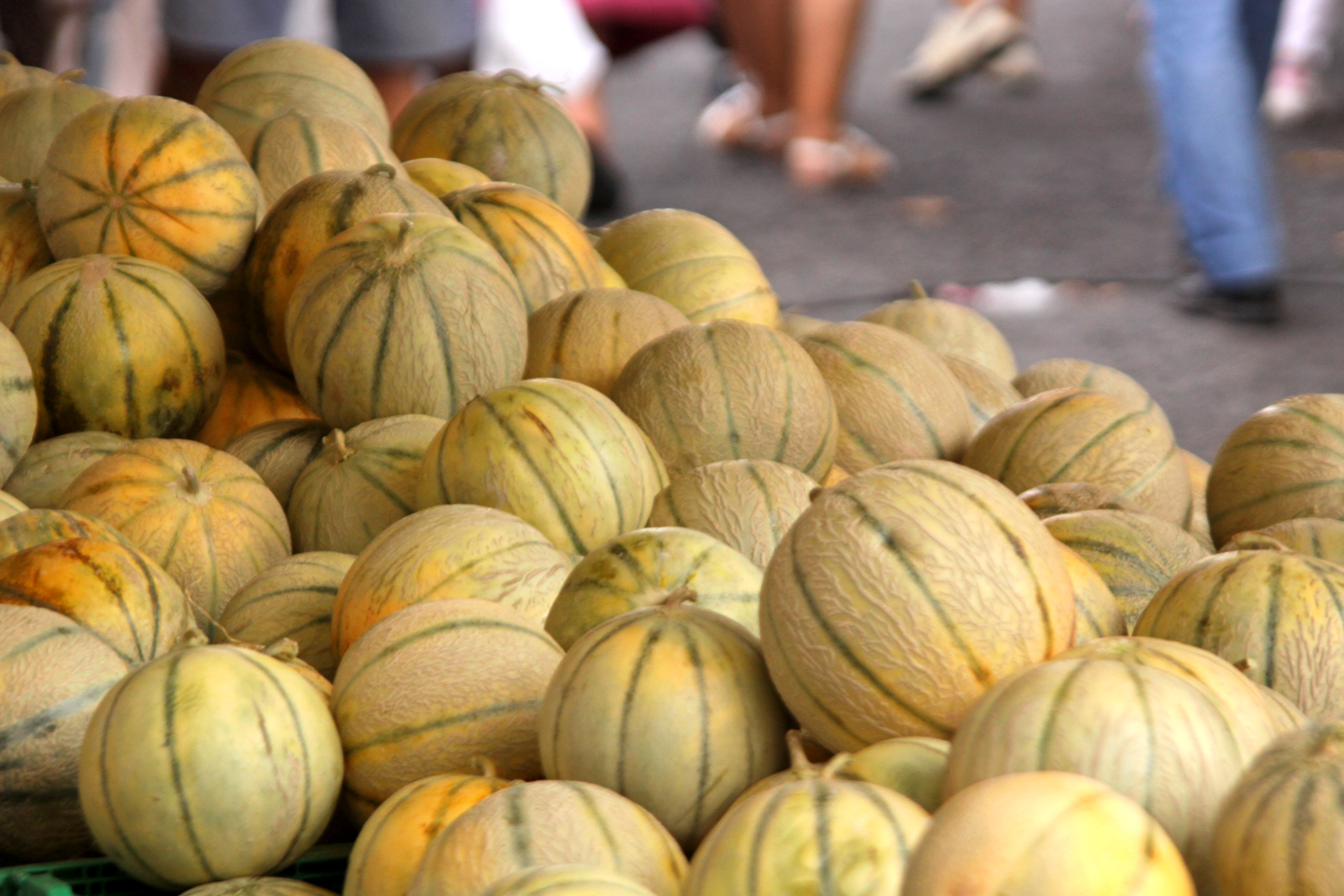
Melons de Cavaillon
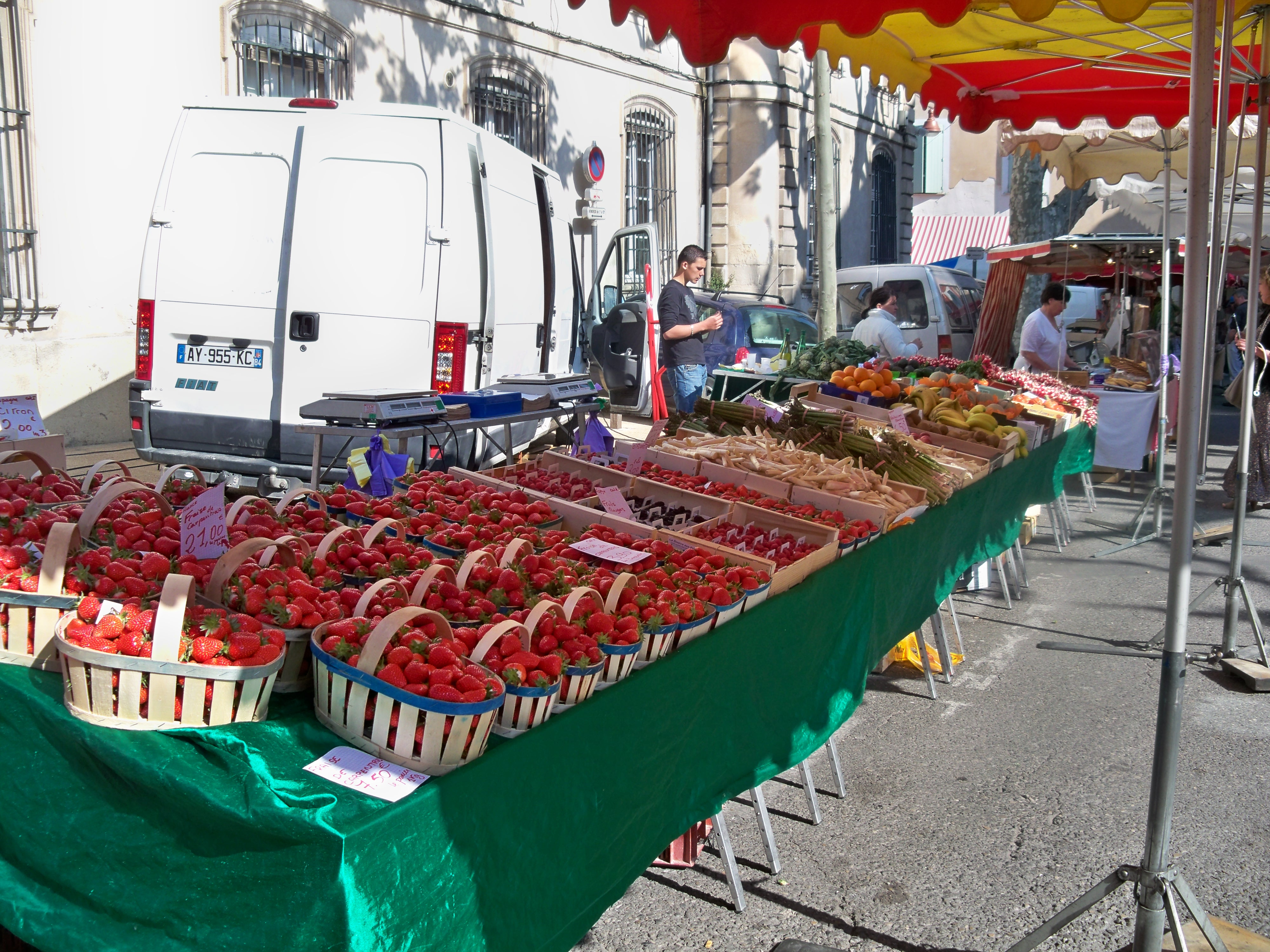
Fraises de Carpentras
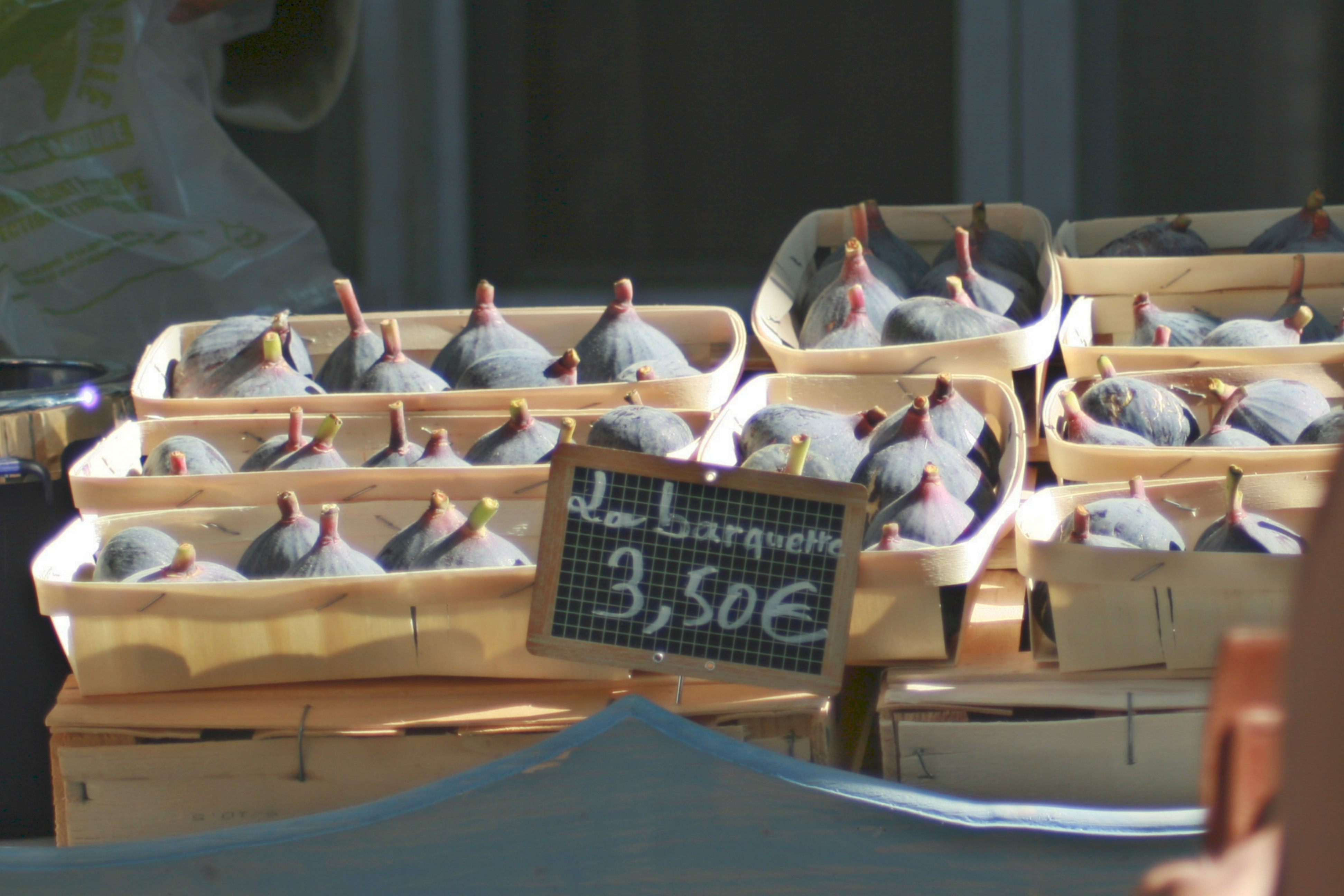
Barquettes de figues

À cette production fruitière et légumière s’ajoute une production de type artisanal grâce aux étals de tissus colorés, dont les nappes, les serviettes, les sets de table, ainsi que couvre-lits, coussins, boutis et tissu au mètre. L’art de la table reste toujours avec des artisans locaux qui offrent de la faïence et de la poterie provençales sous forme d'assiettes, plats, saladiers, brocs, huilier, salière, poivrière, etc…

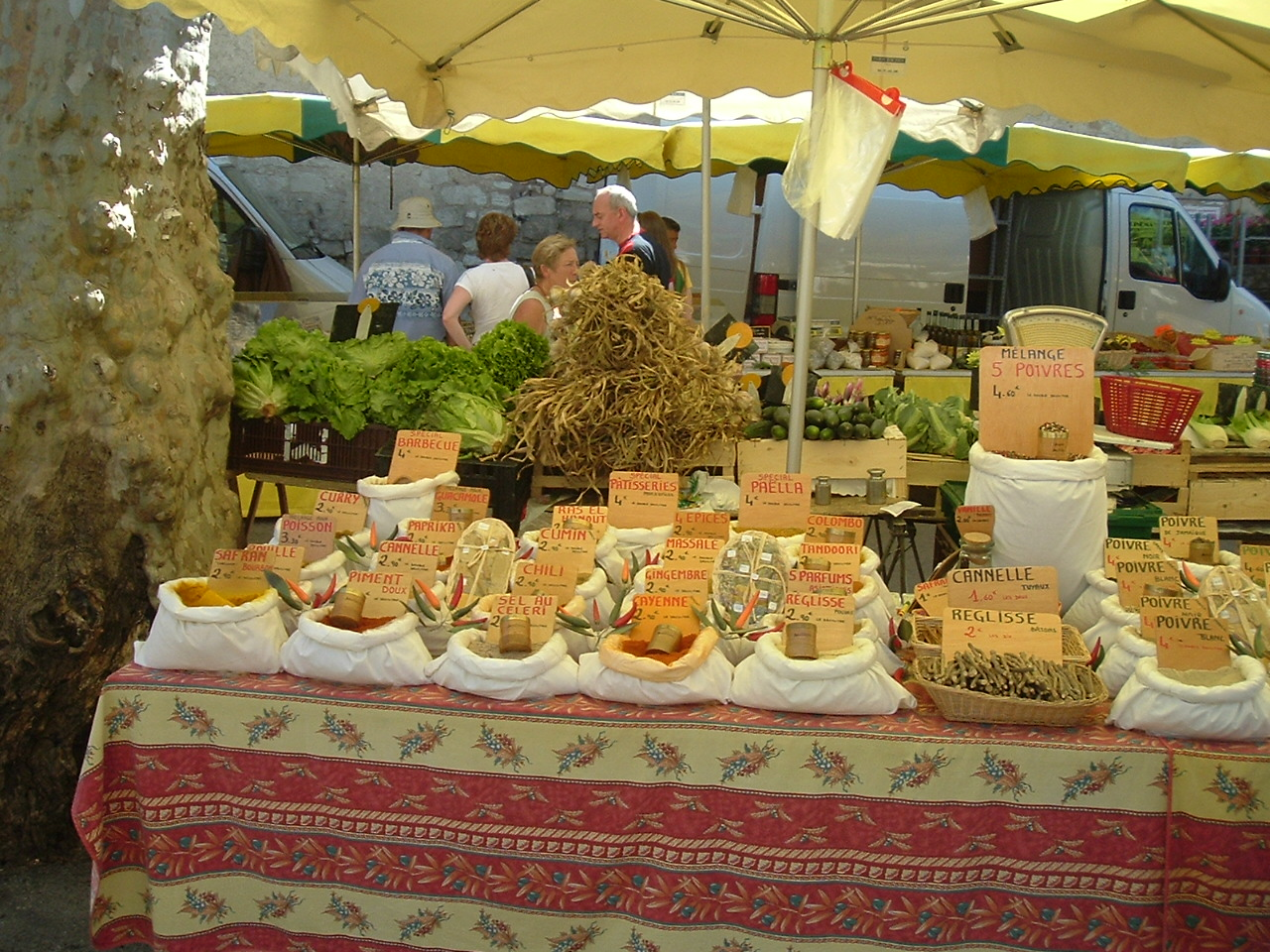
Épices au marché de Riez
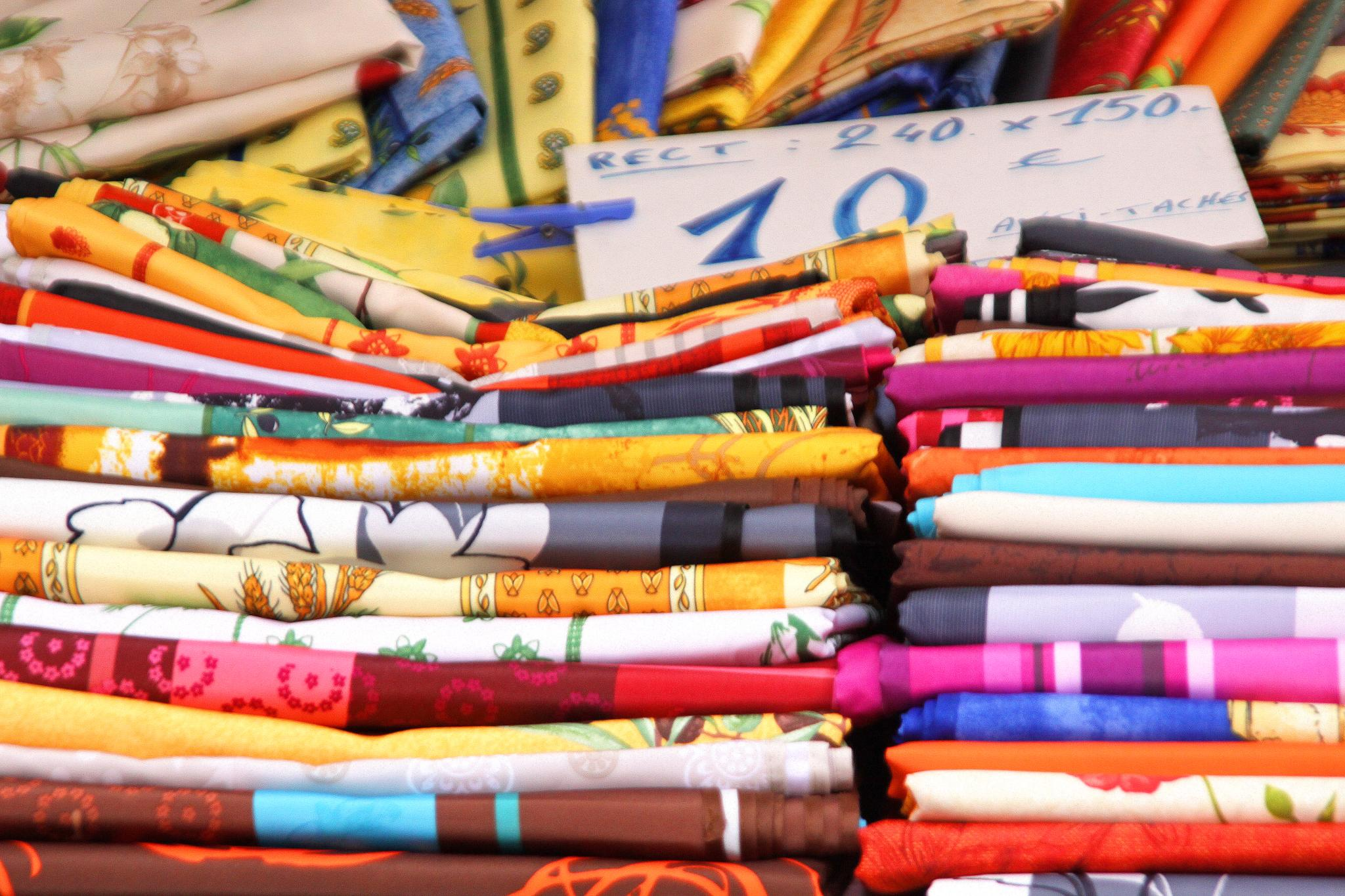
Tissus provençaux
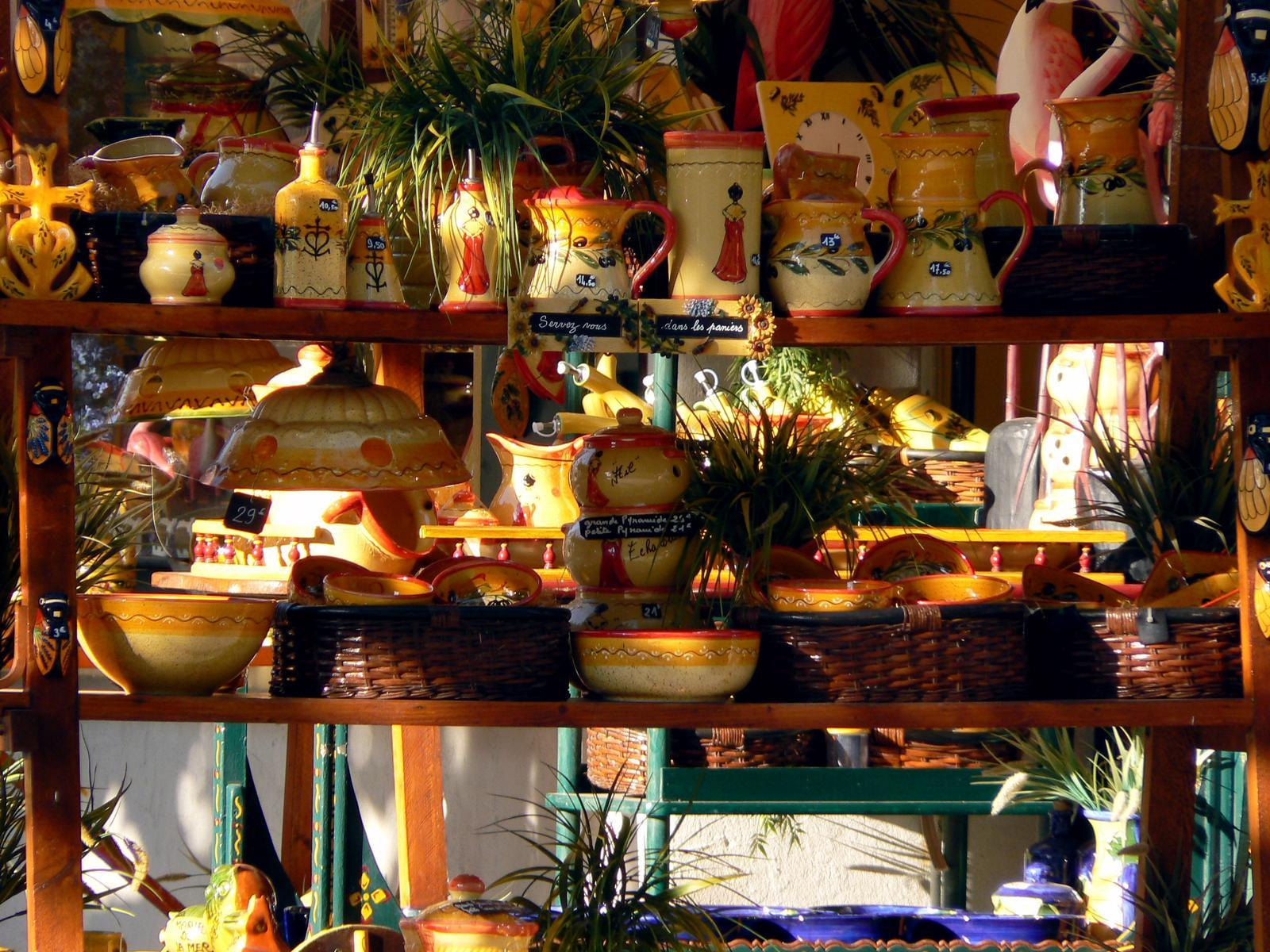
Poteries provençales
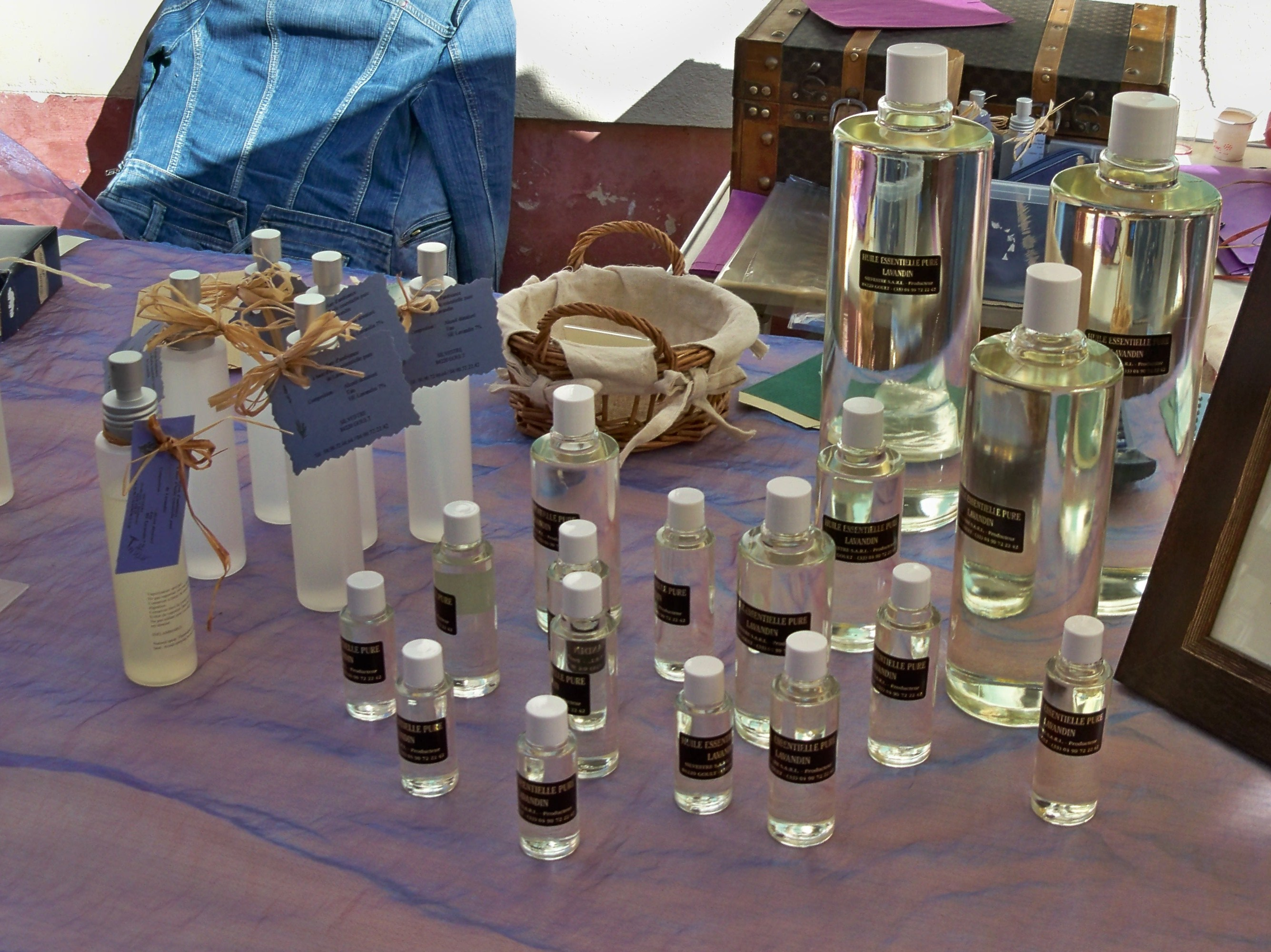
Essence de lavande
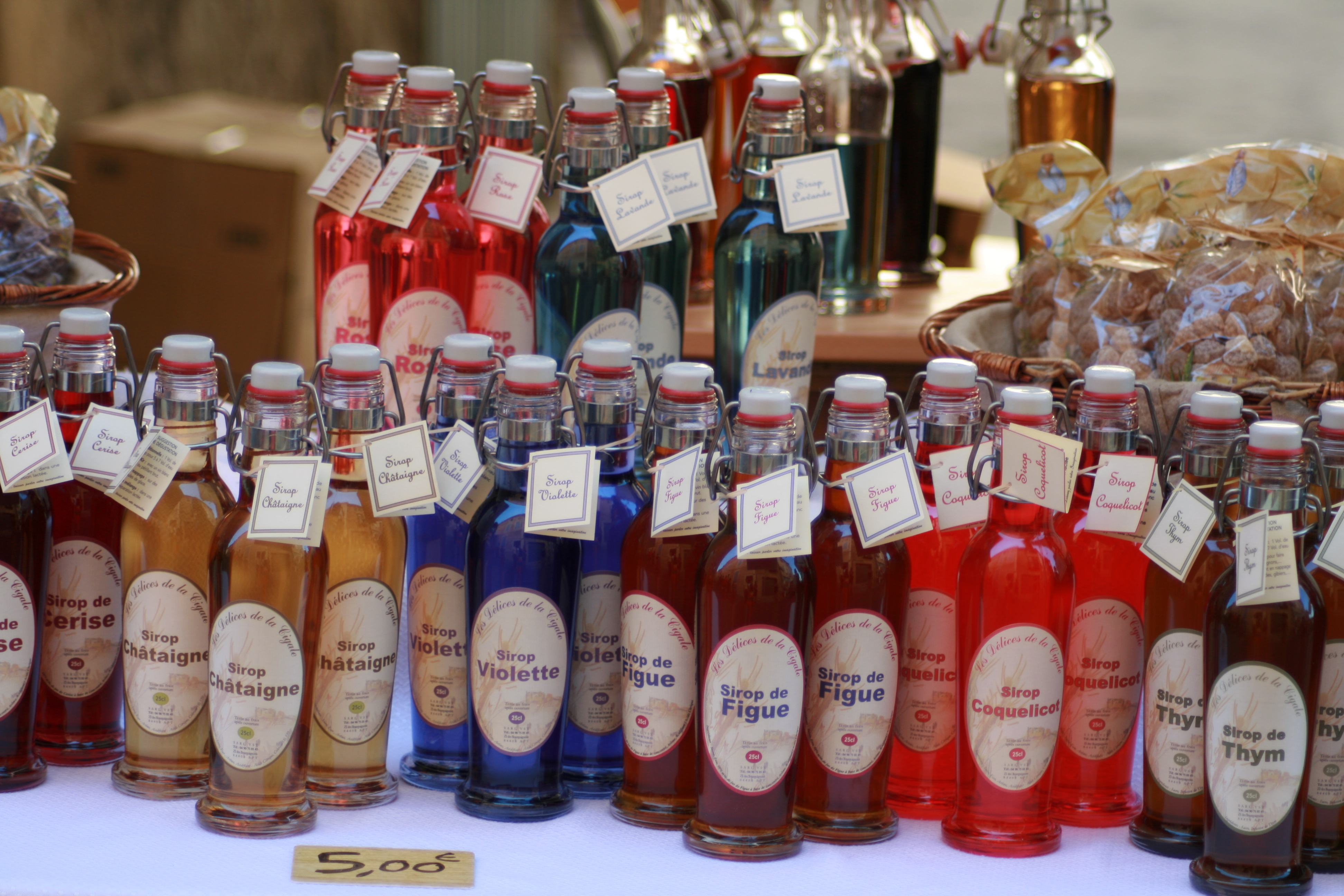
Sirops de Provence

Le marché provençal est riche aussi en spécialités locales, comme les huiles essentielles de lavande en Haute-Provence, fleurs sèches ou coupées, ou tous autres produits de la savonnerie. Enfin, c'est aussi l'occasion de découvrir le miel de lavande, des sirops, des confitures, des olives et des huiles d’olive d’appellation et les grands vins issus des vignobles de la vallée du Rhône et de Provence.

### Marchés spécialisés

#### Fleurs

Le marché aux fleurs à Nice en 1899, Eugène Trutat, conservée au Muséum de Toulouse

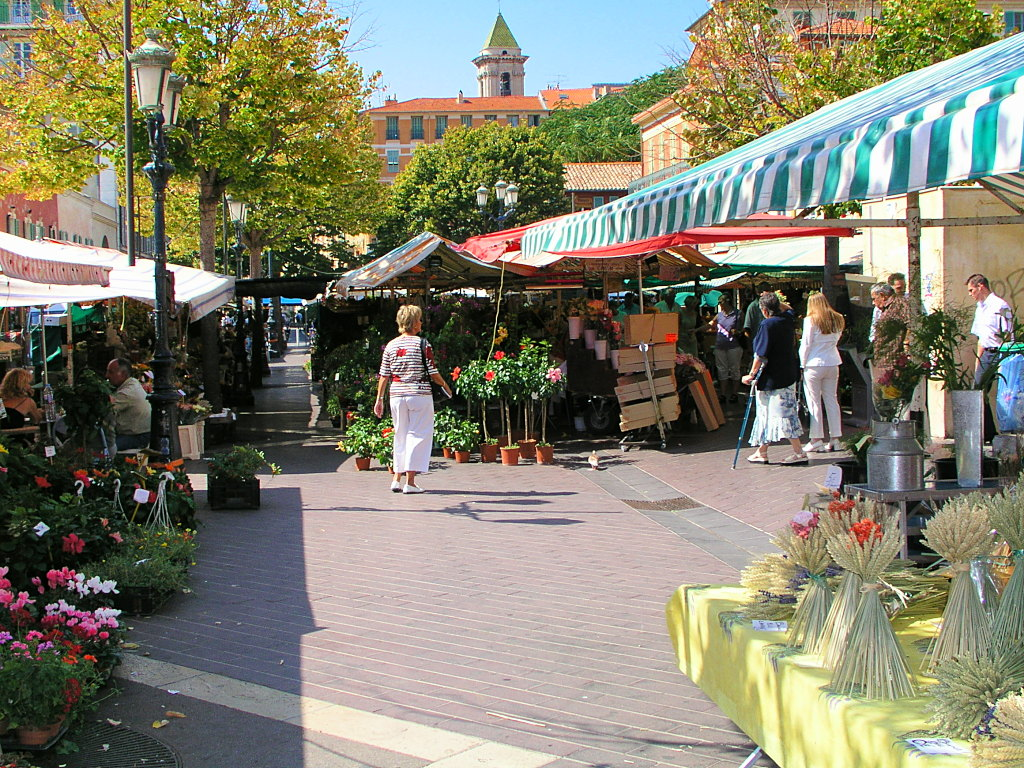
Marché aux fleurs à Nice sur le Cours Saleya

Sur le Cours Saleya à Nice, à proximité de la vieille ville, se tient l'un des marchés aux fleurs les plus touristiques et visités d'Europe. Du fait de la clémence du climat hivernal de la Côte d'Azur, il est ouvert toute l'année et expose essentiellement une production locale très riche et diversifiée. Ce marché d'exception est bordé de terrasses de café et de restaurants. Il est accompagné par le marché aux primeurs tous les matins sauf le lundi, jour auquel se tient le marché à la brocante.

#### Antiquités et brocante

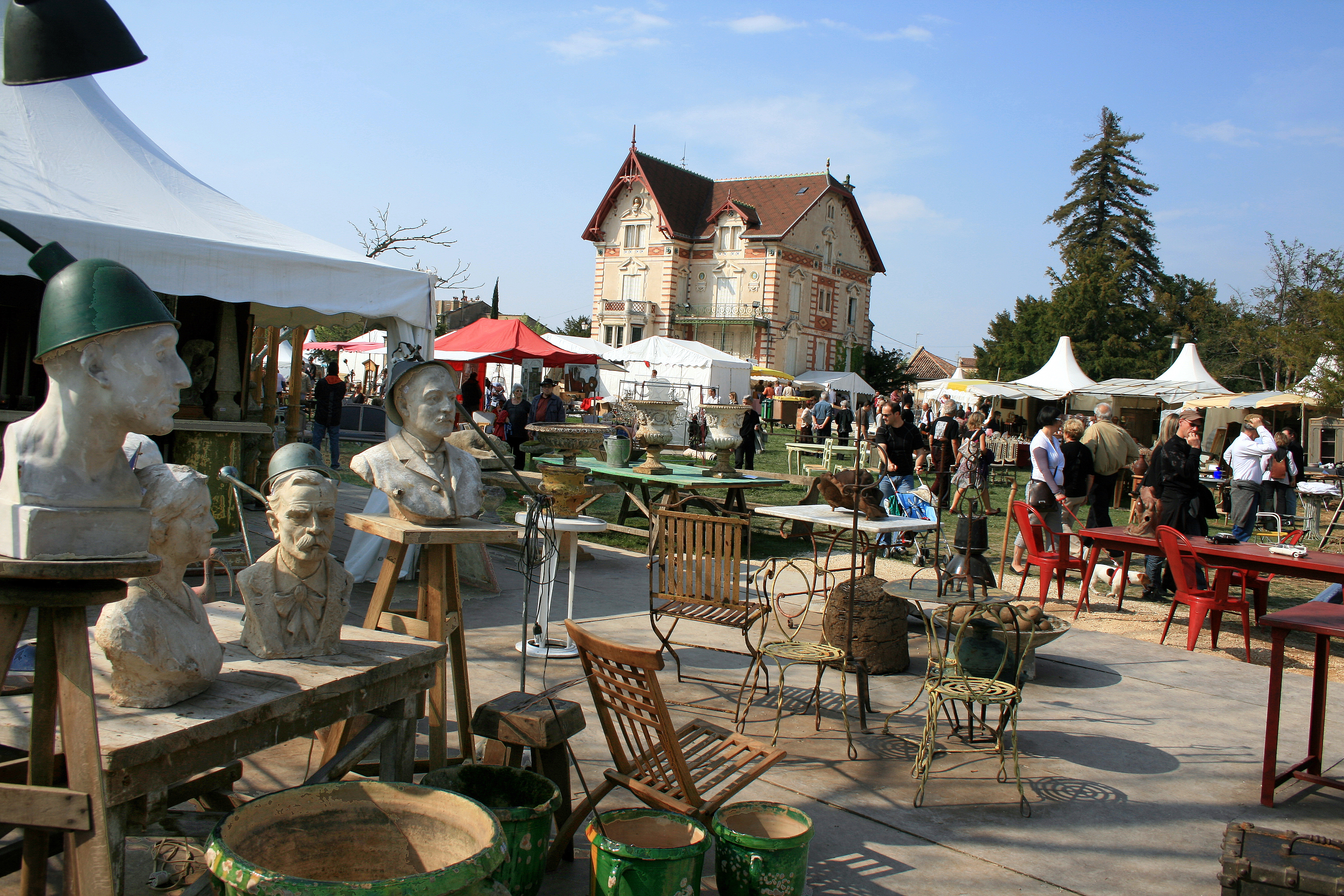
Marché à la brocante et aux antiquités à L'Isle-sur-la-Sorgue

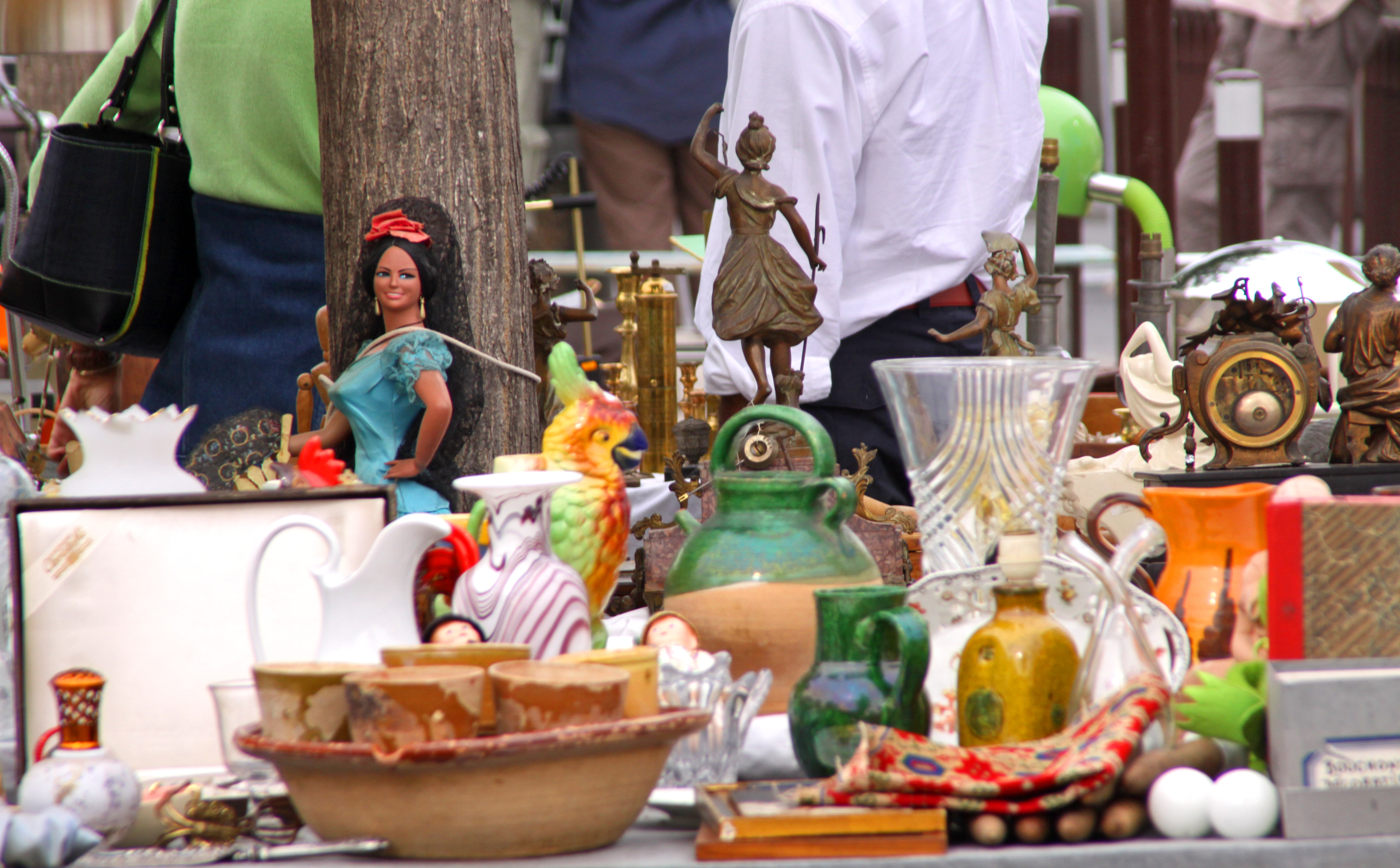
Stand de brocanteur à L'Isle-sur-la-Sorgue

L'Isle-sur-la-Sorgue, au cours des années 1960 s'est spécialisé dans le marché de la brocante et des antiquités. La Venise provençale est depuis devenue le troisième centre européen après Londres et Paris. Quatre grandes foires ont lieu à Pâques, Pentecôte, le 15 août et à la Toussaint. Leur renommée est internationale. De nombreux brocanteurs et antiquaires se sont installés en ville et sur la commune créant des regroupements dont le Quai de la Gare et le l'Isle des Antiquaires dans les années 1980.

#### Truffes
| Marchés aux truffes d'Aups, de Carpentras et de Richerenches |  | Marchés aux truffes d'Aups, de Carpentras et de Richerenches |  | Marchés aux truffes d'Aups, de Carpentras et de Richerenches |
| Marchés aux truffes d'Aups, de Carpentras et de Richerenches |  |                                                              |  |                                                              |

En France, les principaux marchés se trouvent dans le Sud-Est. Les marchés de la Drôme provençale se tiennent le lundi à Chamaret et à Saint-Donat-sur-l'Herbasse, le mardi à Grignan et à Saint-Paul-Trois-Châteaux, le jeudi à Nyons et à Montségur-sur-Lauzon, le vendredi à Suze-la-Rousse et à Dieulefit, le samedi à Crest et le dimanche à Taulignan. Il existe une douzaine de marchés dans le Vaucluse, dont un le mercredi à Valréas et un le samedi à Richerenches. Le marché aux truffes de Richerenches le plus important marché aux truffes d'Europe, il s'y négocie la moitié des apports du sud-est de la France et 30 % de la production nationale.
Le marché aux truffes de Carpentras se tient tous les vendredis matin de fin novembre à fin mars. Il est devenu marché de référence pour ses cours.
Le marché d'Aups dans le Var est considéré comme le troisième de la truffe en France et premier du Var. Le marché se tient tous les jeudis du dernier jeudi de novembre à fin février (voire mi-mars si la production le permet).
En provençal, "truffe" se dit rabasso et le mot trufo signifie pomme de terre.

#### Marchés de Noël

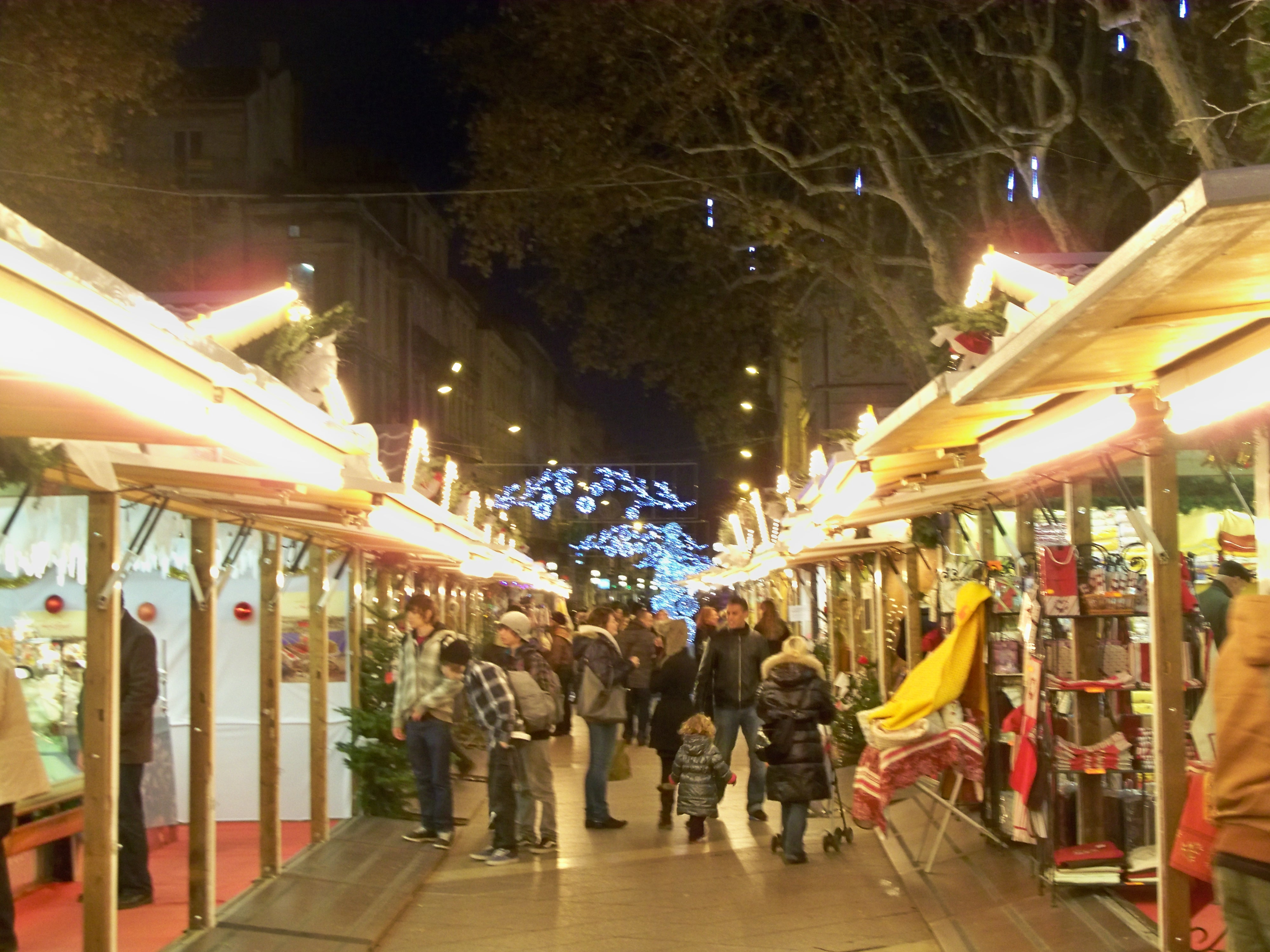
Marché de Noël à Avignon

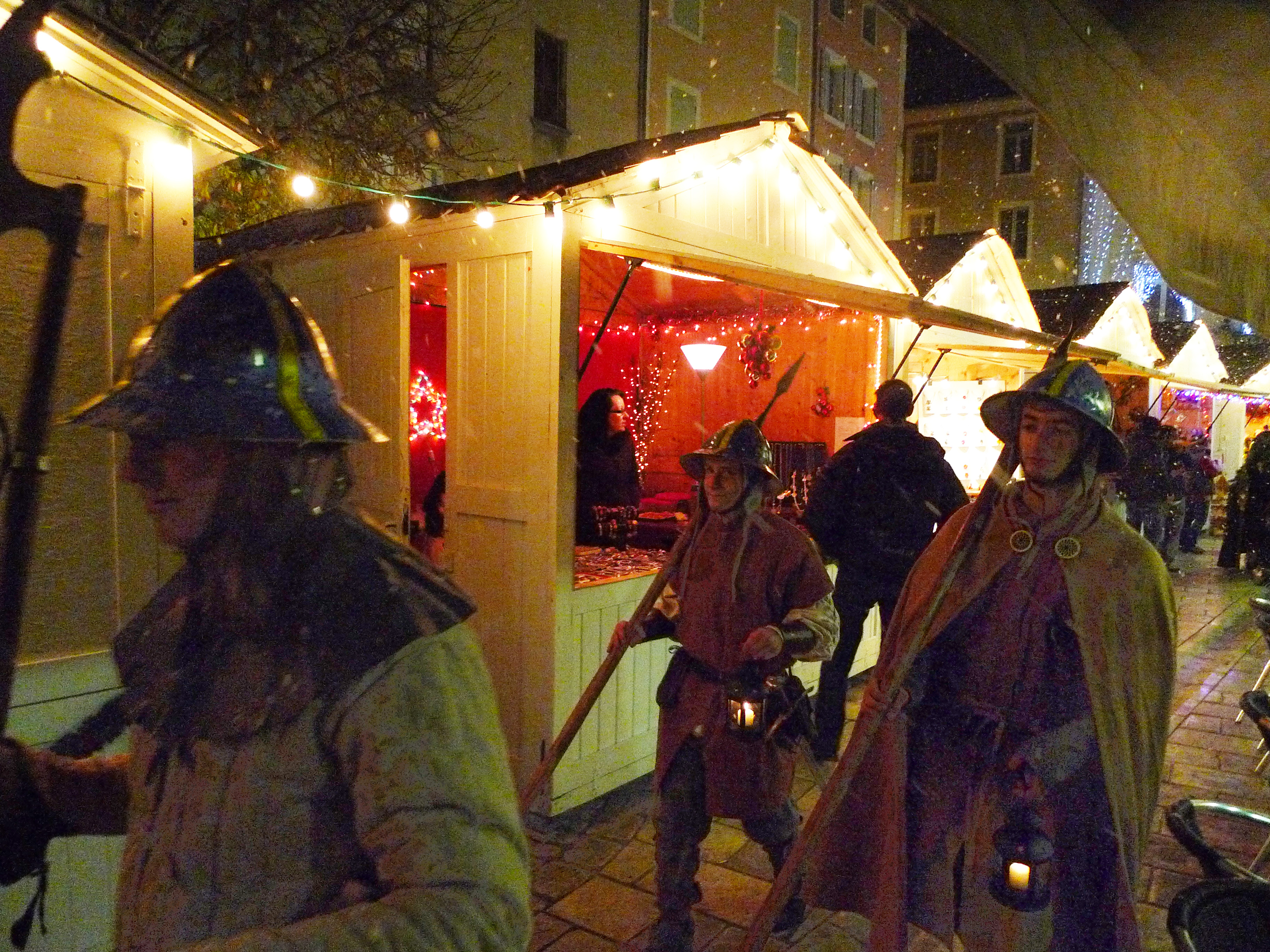
Marché de Noël à Orange

Les premières traces des marchés de Noël remontent au XIVe siècle en Allemagne ou en Alsace, sous l'appellation « Marché de Saint-Nicolas ». Leur expansion a eu lieu au milieu des années 1990. De nombreuses villes en Europe ont instauré leur propre marché de Noël avec des chalets et parfois des attractions (patinoire éphémère, grande roue).
La Provence ne s'est pas tenue à l'écart mais on ne peut pas dire que ce soit une tradition, à l'inverse de la foire aux santons (la fiero ei santoun) où, dans beaucoup de villes provençales, on va acheter des santons pour la crèche de Noël (ci-dessous). Ces marchés se tiennent dans les Alpes-de-Haute-Provence, à Annot, Digne-les-Bains et Sisteron ; dans les Bouches-du-Rhône à Aix-en-Provence, Allauch, Arles, Aubagne, Cassis, Châteaurenard, La Ciotat, Marseille, Martigues et Saint-Rémy-de-Provence ; dans le Vaucluse à Althen-des-Paluds, Avignon, Beaumes-de-Venise, Bollène, Cadenet, Carpentras, Cheval-Blanc, Gargas, Gordes, La Tour-d'Aigues, Les Taillades, Mondragon, Orange, Rasteau, Sorgues, Saint-Saturnin-d'Apt, Vacqueyras et Valréas.

#### Foires aux santons

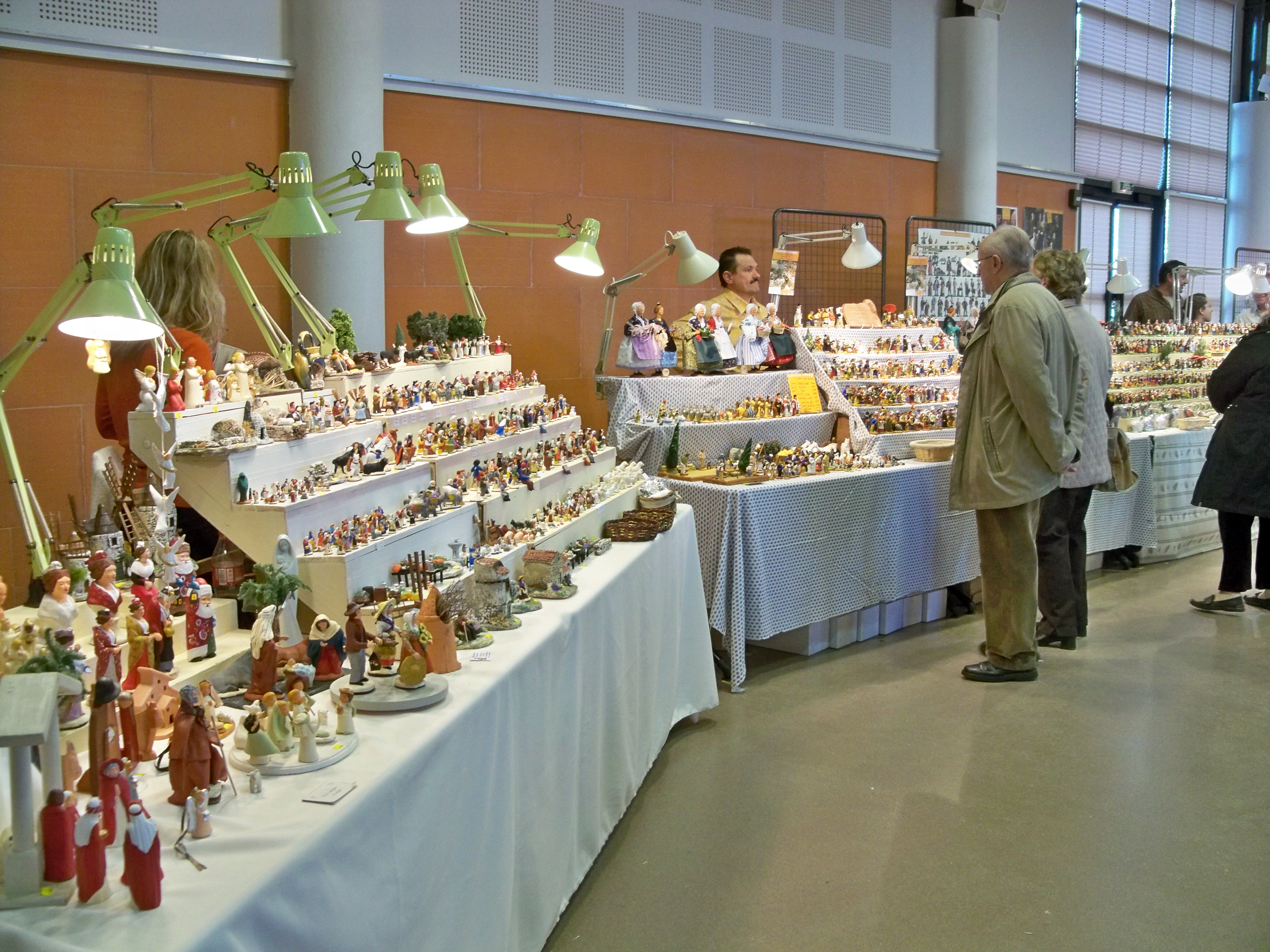
Foire aux santons à Fontvieille

La Foire aux santons est typiquement provençale puisque la première s'est tenue à Marseille en 1803. Commençant le dernier dimanche de novembre, elle se tenait à ses débuts sur le cours Saint-Louis, puis elle s'installa sur le cours Belsunce, puis en haut de la Canebière. Elle se tient aujourd'hui sur le cours Honoré d'Estienne d'Orves.
Nombre de villes de Provence ont leur foire aux santons. Parmi les plus importantes, il y a celles d'Aix-en-Provence, d'Arles, de Caderousse, de Carpentras, de Châteaurenard, de Fontvieille, de Gréoux-les-Bains, de Marseille, de Mouans-Sartoux, de Sisteron, de Saint-Jean-de-Cuculles, de Saint-Maximin-la-Sainte-Baume et de Tarascon.